# Eleccions al Parlament de Catalunya de 2024
Les eleccions al Parlament de Catalunya de 2024 es van celebrar el 12 de maig de 2024, per escollir els 135 membres de la XV legislatura del Parlament de Catalunya. 5.460.337 de ciutadans estaven cridats a dipositar en una de les 8.940 meses electorals.
Aquests comicis donaren la victòria en escons i en vots al Partit dels Socialistes de Catalunya amb 42 diputats, encapçalat per l'exministre de Sanitat d'Espanya Salvador Illa, amb l'escenari incert d'un Parlament molt dividit. Les forces polítiques independentistes van patir una gran desfeta electoral i van perdre la majoria absoluta que gaudien des de les eleccions del 2015. Només Junts+, liderat per Carles Puigdemont, aguanta pujant fins als 35 escons mentre que l'ERC i la CUP s'enfonsen amb 20 i 4 escons respectivament. Entra en la cambra catalana una quarta força independentista, Aliança Catalana, amb dos diputats per les demarcacions de Girona i Lleida.
El PP aconsegueix ser la quarta força del parlament, passant de tres a quinze diputats, Vox es manté en onze escons, els Comuns cauen fins als sis, i Ciutadans desapareix del Parlament set anys després de guanyar les eleccions havent superat el milió de vots.

## Antecedents
Les anteriors eleccions es van celebrar el 14 de febrer de 2021 a Catalunya.
| Parlament de Catalunya resultant de les Eleccions de 2021                                           |
| --------------------------------------------------------------------------------------------------- |
| |
| CUP-G (9) En Comú Podem (8) ERC-CatSí (33) PSC-Units (33) Junts (32) Ciutadans (6) PPC (3) Vox (11) |

ERC i Junts per Catalunya van signar un acord de govern en coalició encapçalat per Pere Aragonès que va permetre afrontar una segona convocatòria d'investidura pel 21 de maig de 2021, Després que el president rebutgés dues propostes de Junts destinades a recuperar la confiança al si de la coalició de govern, els afiliats de Junts van votar entre el 6 i el 7 d'octubre del 2022 sortir del govern autonòmic amb gairebé el 56% dels vots a favor, fet que va marcar la ruptura de la governança compartida pels independentistes des del 2016. El 10 d'octubre, Pere Aragonès va reorganitzar el seu govern per substituir els exconsellers de Junts, apostant per antics perfils del PSC, En Comú Podem i PDeCAT.
Antonio Gallego Burgos, escollit en les llistes de Vox va abandonar el seu grup parlamentari el 2 de novembre de 2022, i Cristina Casol Segués, escollida a les llistes de Junts per Catalunya i va fer el propi el 30 de gener de 2024.
El 13 de març del 2024 el President va convocar eleccions anticipades quan no es van aprovar els pressupostos proposats pel govern de Pere Aragonès per a la XIV legislatura del Parlament. Havien rebut els vots favorables d'ERC, el PSC-Units i la diputada no adscrita Cristina Casol (67); però els vots adversos de Junts, Vox, la CUP, Ciutadans, el PP i Catalunya en Comú (68). El 18 de març, el President va signar el decret de dissolució del Parlament de Catalunya.

## Sistema electoral

Nombre de diputats per circumscripció.

Els 135 membres del Parlament de Catalunya són elegits en quatre circumscripcions, corresponent a les quatre províncies catalanes, amb la regla D'Hondt; i el sistema tancat; de representació proporcional. Com Catalunya no té la seva pròpia llei electoral, les eleccions es duen a terme sota les normes provinents a l'Estatut d'Autonomia i sota la LOREG (Llei orgànica 5/1985, de 19 de juny, del règim electoral general).
Els escons s'assignen per circumscripcions a través de lleis o decrets per a cada elecció. A les províncies de Girona, Lleida i Tarragona els corresponen a cada una d'elles sis diputats, als que s'afegeix un diputat adicional per cada 40.000 habitants, en canvi a la circunscripció de Barcelona li correspon un diputat per cada 50.000 habitants amb un topall de 85 diputats. La distribució d'escons per a les eleccions de 2024 és la següent: Barcelona (85), Girona (17), Lleida (15) i Tarragona (18).
La votació es fa a partir del sufragi universal en secret, tan presencial el mateix dia de les votacions com per avançat mitjançant vot per correu, que per a les eleccions de 2021 fou el més elevat de totes les votacions fins llavors a Catalunya. Pel que fa a l'edició de 2024, les sol·licituds de vot per correu es poden fer fins al 2 de maig i els vots es poden entregar a Correus com a màxim el 8 de maig de 2024, mentre per als residents a l'extranger s'ha eliminat el vot pregat i els electors reben al seu domicili la documentació per exercir el dret al sufragi i les paperetes, sense haver de demanar-ho prèviament.
Només llistes que superen el llindar del 3% dels vots vàlids a cada circumscripció (que inclou vots en blanc, que es compten per a cap de les anteriors) tenen dret a escó.

## Cens electoral
5.460.337 ciutadans estan cridats a dipositar en una de les 8.940 meses electorals. 294.594 residents en l'estranger estan inscrits en el cens electoral de espanyols residents-absents que viuen a l'estranger (CERA), dels quals 145.667 a Europa (on destaquen els 40.037 residents a França, els 23.369 al Regne Unit i els 22.026 d'Alemanya), 137.015 a Amèrica (on destaquen els 29.027 d'Argentina i els 22.452 dels Estats Units), 6.503 a Àsia, 3.418 a Oceania i 1991 a l'Àfrica.
A la província de Barcelona el cens és de 4.051.064 i 227.985 inscrits al CERA, a la de Girona 528.068 i 25.270 respectivament, a la de Lleida 300.141 i 18.715 respectivament, i a Tarragona, 581.064 i 22.624 respectivament.

## Candidatures
Entre el 3 i el 8 d'abril, els partits polítics van poder presentar les seves candidatures, i el 16 del mateix mes les Juntes Electorals de les quatre circumscripcions van proclamar els candidats definitius.

### Candidatures amb representació al Parlament de Catalunya
Tots els partits amb representació al Parlament de Catalunya van anunciar que es presentarien a les eleccions. Salvador Illa (PSC), Pere Aragonès (ERC), Ignacio Garriga (Vox), Carlos Carrizosa (Cs),Jéssica Albiach (Comuns) i Alejandro Fernández (PP) han confirmat que repetiran com a persona candidata, mentre que Laura Borràs (Junts) és reemplaçada per Carles Puigdemont, que el 21 de març va anunciar la seva candidatura a Elna. D'altra banda, la CUP va anunciar que la seva candidata seria Laia Estrada.
Esquerra Republicana de Catalunya va presentar una candidatura encapçalada per Pere Aragonès i que va comptar amb la participació de Jovent Republicà i Comunistes de Catalunya.
Junts per Catalunya va presentar una coalició amb Demòcrates de Catalunya anomenada Junts+ Carles Puigdemont per Catalunya i liderada per Carles Puigdemont.
La Candidatura d'Unitat Popular va interrompre el procés de Garbí, que s'havia de cloure amb la refundació de l'organització amb una assemblea nacional al juny de 2024 i va fer eleccions primàries per escollir la seva cap de llista entre Laia Estrada i Laure Vega, que finalment va guanyar Estrada.
En Comú Podem-Podem en Comú no va repetir la coalició sinó que es va convenir que Jéssica Albiach encapçalaria la candidatura de Catalunya en Comú i Sumar, anomenada Comuns Sumar, i Conchi Abellán la de Podem, però finalment Podem va decidir no presentar-se.
Ciutadans va presentar el 17 d'abril un recurs contra la decisió de la Junta Electoral de validar la candidatura de Carles Puigdemont, que fou desestimada perquè el jutjat contenciós administratiu de Barcelona la va considerar ajustada a dret.

#### Taula resum de les candidatures amb representació parlamentària
| Candidatura | Candidatura | Barcelona | Tarragona | Girona | Lleida                         | Campanya                                       |
| --- | --- | --- | --- | --- | ------------------------------ | ---------------------------------------------- |
| | Partit dels Socialistes de Catalunya (PSC)                                                                         | Salvador Illa i Roca | Rosa Maria Ibarra i Ollé | Sílvia Paneque i Sureda | Òscar Ordeig i Molist          | "Illa president", "Força per governar"         |
| Llista 1. Salvador Illa Roca 2. Alícia Romero Llano 3. Ramon Espadaler Parcerisas (Independent) 4. Esther Niubó Cidoncha 5. Ferran Pedret Santos 6. Rocío García Pérez 7. Pol Gibert Horcas 8. Sara Jaurrieta Guarner 9. David Pérez Ibáñez 10. Eva Candela López 11. Raúl Moreno Montaña 12. Beatriz Silva Gallardo 13. Jordi Riba Colom 14. Eva Menor Cantador 15. Cristòfol Gimeno Iglesias 16. Imma Ferret Raventos 17. Guillem Sánchez Prat 18. Elena Díaz Torrevejano 19. Antoni Poyato Rodríguez 20. Sabrin Araibi Marachi 21. Ernesto Carrión Sablich 22. Concepcion (Conchi) Jiménez Cruz 23. David González Chanca 24. Andrea Zapata Alfonso 25. José Ignacio Aparicio Ciria 26. Susana Martínez Heredia 27. Mario García Gómez 28. Natàlia Fabián Corbacho 29. Guillem Mateo Sellas (Independent) 30. Gisela Navarro Fuster 31. Christian Carneado Hernández 32. Encarna Fernández Martínez 33. Alberto Lacasta Huelin 34. Sonia Beltran Dey 35. Fernando Vicente Benetti 36. Patricia Gómez Viñas 37. Joan Ramon Bernabé 38. Maria Rubia Jiménez 39. Moisés Rodríguez Cantón 40. Lourdes Borrell Moreno 41. Salvador (Salva) López Morales 42. Mónica Maya González 43. Eloi Serrano Robles 44. Eva Maria Escribano Cuesta 45. Miquel Ylla Boré 46. Montserrat Badia Moreno 47. Francesc Xavier Güell Cardona (Independent) 48. Maria Dolores Hermoso Castaño 49. Rafael Manzanera Lopez 50. Isabel Sierra Navarro 51. Eduard Rivas Mateo 52. Renata Bedós Stout 53. Jesús Arasanz Castilla 54. Clara Verdaguer Ribas 55. Fco# Javier Aguirre Rodriguez Portugues 56. Yolanda Rivera Dueñas 57. Juan Pablo Beas Fernández 58. Helena Isabal Roca (Independent) 59. Manuel Coronado Lozano 60. Vanesa Jiménez Cano 61. Albert Cobero Aymerich 62. Isis Abad Ruiz 63. Abel García Marín 64. Patricia Del Pozo González 65. Joan Pere (Peter) Ramia Almirall 66. Maria Carmen Berenguer Jiménez 67. Manuel Becerra Hormigo 68. Anna Caballero Torres 69. Jose Antonio (Monti) Monteagudo Urgel 70. Marta Herrero Rocandio 71. Imanol Martin Garcia 72. Roser Roma Corominas 73. Jaume Guardans Cambó (Independent) 74. Isabel Loscos Viñals 75. Victor Flores Echavarri 76. Claudia Cano Hernández 77. Arturo Carrillo Pérez 78. Fernanda Paola Bajaña Valencia 79. Miquel Medialdea Guijo 80. Mariana Romero Salguero 81. Buenaventura (Ventura) Torres Puertas 82. Maria Del Carme González Anjauma 83. Carlos Losada Marrodan (Independent) 84. Gemma Lienas Massot 85. Matias Carnero Sojo Suplents 1. Georgina (Gina) Pol i Borras 2. Juan Márquez Lopez 3. Jesica Pérez Carbonell 4. Alex Mayer Fuentes 5. Victoria Castellanos Nuñez 6. Rafael Santoyo Ligero 7. Mercè Serrano Gómez 8. Dante Damian Ferreiro Palombo 9. Patricia Roman Martinez 10. Jordi Piera Cascales        | Partit dels Socialistes de Catalunya (PSC)                                                                         | Llista 1. Rosa Maria Ibarra Ollé 2. Alberto Bondesio Martínez 3. Joaquim Paladella Curto 4. Ivana Martínez Valverde 5. Christian Soriano García 6. Lidia Ferré Ferré 7. Juan Antonio Ramírez Rubio 8. Estefanía Serrano Agudo (Independent) 9. Carlos Javier Trinchan Viñes 10. Yolanda Pérez Díaz 11. David Pulido González 12. Lucía Orden Moro 13. Ismael Fraile Higuero 14. Isabel Aznar Miralles 15. Jose Maria Aguilera Barón 16. Núria Güell del Campo 17. Jordi Pérez Valmaña 18. Maria Immaculada Costa Ramón Suplents 1. Josep Lluís Cusidó Prats 2. María José Gómez Fernández 3. Jaume Capdevila Orti 4. Consol Cordero González 5. Pere Valls Miró 6. Rocío León Aller 7. Javier Sánchez Martínez 8. Mercedes Martínez Bautista 9. Francesc Xavier Sabaté Ibarz 10. Luz María Saavedra Gil                                                | Llista 1. Sílvia Paneque Sureda 2. Victor Puga López 3. Mònica Ríos García 4. Francesc Jesús Becerra Ramírez 5. Núria Navarro Hurtado 6. Salvador Calabuig Serra 7. Marina Alegre Martínez 8. Gael Rodríguez Garrido 9. Ester Navas Hernández 10. Josep Maria Guinart Solà (Ind.) 11. Soumaya Waez Bieto 12. Victor Grau i Moreno 13. Carla Aguilera Gil 14. José Martínez Herrera 15. Marina Illescas Ruiz 16. Manel Nadal Farreras 17. Eulàlia Lluch Bramon Suplents 1. Yolanda Aguilar Gallego 2. Pepe Rodríguez Fontao 3. Beatriz Ventura Navarro 4. José Luis Guillén Alonso 5. Marta Poyatos González 6. Josep Maria Albizua Cuestas 7. Sílvia Barris Roca 8. Joan Martín Puntada 9. Montserrat de la Llave Alegri 10. Alfons Martinell Sempere                                                 | Llista 1. Òscar Ordeig Molist 2. Judit Alcalá González 3. Manel Ezquerra Tomàs 4. Neus Comes Pon 5. Miguel Almansa Filloy 6. Míriam Farré Sopena 7. Jesús Cienfuegos Contreras 8. Cristina Moreno Castro 9. Manel Sirera Lardies (Independent) 10. Cecília Hill Ibáñez 11. Joel Bastons Vilaltella 12. Anna Rius Alzamora 13. Josep Maria Ibáñez García 14. Maria Dolores (Lola) Abelló Planas 15. Rachid Faris Smahi Suplents 1. Jordi Jiménez Horcajadas 2. Joan Antoni Boldú Pelegrí 3. Mónica Requena Palma 4. Javier Pelegrí Sarlé 5. Pilar Luengos Jiménez 6. Miquel Solanes Guasch 7. Nuria Medina Ximénez 8. José Luis Palacios Rodríguez 9. Carles Boix Riart 10. Lorena González Dios                                                        |                                | "Illa president", "Força per governar"         |
| | Esquerra Republicana de Catalunya (ERC / ESQUERRA)                                                                 | Pere Aragonès i Garcia | Raquel Sans i Guerra | Laia Cañigueral i Olivé | Marta Vilalta i Torres         | "Al costat de la gent, al costat de Catalunya" |
| Llista 1. Pere Aragonès Garcia 2. Laura Vilagrà Pons 3. Josep Maria Jové Lladó 4. Najat Driouech Ben Moussa 5. Joan Ignasi Elena Garcia 6. Ester Capella Farré 7. Carles Campuzano Canadés (Independent) 8. Tània Verge Mestre 9. Ruben Wagensberg Ramon 10. Mar Besses Casanovas 11. Jordi Albert Caballero 12. Ana Balsera Marín 13. Julià (Juli) Fernández Olivares 14. Lluïsa Llop Fernàndez 15. Oriol López Mayolas 16. Alba Camps Roca 17. Ferran Estruch Torrents 18. Yasmina Sánchez Oussedik (Independent) 19. Eugeni Villalbí Godes 20. Margarida Feliu Portabella 21. José Rodríguez Fernández 22. Mireia Sabatè Balada 23. Adrià Guevara Figueras 24. Montse Benedí Altés 25. Albert Pla Besolí 26. Laia Bonells i Oliver 27. Marc Candela i Callado 28. Gavina Garcia Bonilla 29. Martí Oliver Luque 30. Patricia Gomà Pons 31. Xavier Florensa Cantons 32. Eva Barlabé Vilanova 33. David Alquézar Claramunt 34. Anna Salicrú Maltas 35. Joan Masferrer Sala 36. Marcel·lina Bosch Costa 37. Gerard Garrido Gutiérrez 38. Montserrat Barniol Carcasona 39. Joaquim Bosch Batlle 40. Anna Bigordà Rodó 41. Miquel Àngel Poal Bori 42. Mònica Llorente Velarde 43. Marc Pons i Soler 44. Martina Moris Casanovas 45. Jaume Najarro Jodar 46. Carla Habif Hassid Bozzo 47. Òscar Marquina i Alós 48. Àdria Mazcuñan i Claret 49. Rafa Cuenca i Gamiz 50. Sílvia Folch Sánchez 51. Jordi Ramos Tardà 52. Zainab Tamara Zubair 53. Carles Manjón Wennberg 54. Llúcia Cuenca Asunción 55. Miquel Mateu Ballesté 56. Agnès Capera Piñon 57. Jordi Parent Beltran 58. Victoria (Vicky) López Nagore 59. Pere Jaume Ferrer Travesset 60. Natàlia Garcia Gomez 61. Àlex Ramon Sierra 62. Ángeles Llive Cruz 63. Joan Coll Prat 64. Sandra Castro Marin 65. Joan (Nani) Mora Buch 66. Laura Vilamala Soto 67. Marçal Llimona Creixell 68. Maria Antònia Admetlla Salvatella 69. Jordi Rull Claus 70. Rita Borque Ruiz 71. Lluís Marco Sanclement 72. Esther Madrona Grases 73. Bernat Sistach Soler 74. Hèlia Seguí Munté 75. Josep Domènec (Mingo) Meseguer Garcia 76. Ona Giménez Pla 77. Jofre Escamilla Molina 78. Mireia Mendoza Nolla 79. Abul Kalam Azad i Ali 80. Mariona Descarrega Alsina 81. Ferran Vives Recasens 82. Beatriu Acín i Jose 83. Joan Josep Nuet Pujals (Independent) 84. Lluïsa Fornas Prat 85. Ernest Maragall Mira Suplents 1. Manoli Garrido Marín 2. Albert Boixet Campillo 3. Karen Barrios Vargas 4. Joan Ventura Uceda 5. Sílvia Oliva Pando 6. Roberto Castillo Ureña 7. Paula Canadà Gonzàlez 8. Carles Garcia i Estany 9. Naomi Mora Sanchez 10. Teresa Ciurana Satlari | Esquerra Republicana de Catalunya (ERC / ESQUERRA)                                                                 | Llista 1. Raquel Sans Guerra 2. Albert Salvadó Fernández 3. Irene Aragonès Gràcia 4. Carles Castillo Rosique 5. Maria Jesús Viña Ariño 6. Carlos Brull Fornt 7. Norma Pujol Farré 8. Oriol Pallissó Balanyà 9. Neus Roig Pruñonosa 10. Jordi Cartanyà Benet 11. Montserrat Romans Turiño 12. Enric Roberto Duran 13. Mar Martos Martí (Independent) 14. Aleix Borràs Asensio 15. Assumpció Núria (Xon) Baz Campello 16. Ivan Garcia Maigí 17. Eva Pomares Latorre 18. Montserrat Palau Vergés (Independent) Suplents 1. Jesús Gómez Fernández 2. Núria Buira Clua 3. Joan Andreu Torres Sabaté 4. Montserrat Ventura Jané 5. Enric Fogàs Puig 6. Maria Isabel Torres Carnicé 7. Joan Alginet Aliau 8. Núria Morera Pedrola 9. Sergi Moncunill Hurtado 10. Montse Subirats Gisbert                                                                      | Llista 1. Laia Cañigueral i Olivé 2. Jordi Viñas i Xifra 3. Anna Torrentà i Costa 4. Jordi Orobitg i Solé 5. Anna Targa i Barrera (Independent) 6. Jaume Butinyà i Sitjà 7. Laila El Gamouchi Darras 8. Sergi Albrich i Viñas 9. Isabel Maria Cortada i Soler 10. Àlex Esteba i Soldado 11. Elisa Teixidor i Planella 12. Jordi Cambronero i Vicens 13. Eva Viñolas i Marín 14. Àngel Llobell i Martorell 15. Bartomeu Compte i Masmitjà 16. Judit Cornellà i Reixach 17. Joaquim Nadal i Farreras (Independent) Suplents 1. Karim Sabni El Garraf 2. Ester Fanyanàs i Ropero 3. Oriol Puig i Bordas (Independent) 4. Maite Tixis i Padrosa 5. Arnau Deu i Arenas 6. Anna Pastoret i Martín 7. Cristina Ribas i Casademont 8. Èric Ibàñez i Martín 9. Alba Pujadas i Roura 10. Amadeu Breva i Teixidó | Llista 1. Marta Vilalta i Torres 2. Josep (Pepe) Vidal i Bringué 3. Montserrat (Montse) Bergés i Saura 4. Albert Turull i Rubinat 5. Roser Bombardó i Bagaria 6. Xavier Castellana i Gamisans 7. Elisabet Lizaso i Cantón 8. Engelbert Montalà i Pla 9. Marian Lamolla i Miret 10. Marc Martínez i Romeu 11. Rosa Noray i Vidal 12. Jordi Estiarte i Berenguer 13. Ruth Barella i Solé 14. Miquel Abrantes i Lluch 15. Carme Vidal Huguet (Independent) Suplents 1. Carlos Gibert i Bernaus 2. Rosanna Ramírez i Forcat 3. Jordi Sala i Solans 4. Sara Vilches i Comelles 5. Jaume Rutllant i Casas 6. Clàudia Lara i Castellón 7. Roger Rosich i Balcells (Independent) 8. Eva Fiter i Cirera 9. Joan Talarn i Gilabert 10. Jordina Freixanet i Pardo |                                | "Al costat de la gent, al costat de Catalunya" |
| | Junts+ Carles Puigdemont per Catalunya-Junts+ (CAT-JUNTS+) - Junts per Catalunya - Demòcrates de Catalunya         | Carles Puigdemont i Casamajó | Mònica Sales de la Cruz | Salvador Vergés i Tejero | Jeannine Abella i Chica        | "Catalunya necessita lideratge"                |
| Llista 1. Carles Puigdemont i Casamajó 2. Anna Navarro i Descals 3. Josep Rull i Andreu 4. Anna Erra i Solà 5. Albert Batet i Canadell 6. Ennatu Domingo i Soler 7. Josep Rius i Alcaraz 8. Judith Toronjo i Nofuentes 9. Agustí Colomines i Companys 10. Glòria Freixa i Vilardell 11. Jaume Giró i Ribas 12. Mercè Esteve i Pi 13. Lluis Puig i Gordi 14. David Saldoni i de Tena 15. Montserrat Ortiz i Martí 16. Antoni Castellà i Clavé 17. Joan Canadell i Bruguera 18. Francesc de Dalmases i Thió 19. Ariadna Urroz i Segura 20. Laura Martínez i Portell 21. Lourdes Ciuró i Buldó 22. Mònica Gallardo i Montornés 23. David Torrents i Mingarro 24. Sandra de la Iglesia i Colet 25. Joaquim Jubert i Montaperto 26. Elena Fort i Cisneros 27. Eva Serra i Casellas 28. Eliseu Esterlich i Galera 29. Clàudia Cots i Casas 30. Marc Codina i Puigdevall 31. Marta Canas i Estapà 32. Mar Forcada i Nogués 33. Adrià Ventura i Ramos 34. Rosa Maria Ortega i Juncosa 35. Ramon Riera i Bruch 36. Laia Domènech i Campmajó 37. Isidre Sierra i Fusté 38. Georgina Lázaro i Fontanet 39. Jordi Bou i Compte 40. Alina Susanna i López 41. Josep Valcarce i Solé 42. Antoni Maria Grau i Costa 43. Esther Alòs i Garcia 44. Ivan Condés i Sangenís 45. Elisabeth Colomer i Vidal 46. Esteve Planas i Verd 47. Núria Balada i Cardona 48. Jordi Gutiérrez i Suàrez 49. Núria Iniesta i Martínez 50. Estanislau Fors i Garcia 51. Joan Porras i Àlvarez 52. Marc Alomà i Suñol 53. Sònia Rojas i Caparrós 54. Pau Tetas i Noguera 55. Gemma Margarit i Alsina 56. Núria-Anna Salas i Guimerà 57. Aleix Roca i Girbau 58. Joan Maria Piqué i Fernàndez 59. Azucena Carranzo i Tomàs 60. Domènec Paloma i Sancho 61. Montserrat Cantín i Mas 62. Raul Garcia i Ramírez 63. Carme Sayós i Motilla 64. Hector Berzas i Orobitg 65. Laura Cuadrado i Agell 66. Marcel·lí Bosch i Muntal 67. Blanca Albà i Pujol 68. Ivan Vila i Romero 69. Rosa Maspons i Biarnès 70. Ramon Caballé i Planas 71. Maria José Mata i Montero 72. Joan Cuch i Fernàndez 73. Esther Lligades i Rivas 74. Josep Grima i Gàlvez 75. Mireia Traveria i Espinalt 76. Francesc Olivella i Pastallé 77. Bibiana Riu i Espart 78. Carles Moliner i Bernabé 79. Roser Güell i Sanmartín 80. Sergi Matas i Cirici 81. Paula Moyano i Ramon 82. Oriol Prats i Griera 83. Ximena Gadea i Pintos 84. Marta Pujol i Armengol 85. Xavier Trias i Vidal de Llobatera Suplents 1. Jaume Ciurana i Llevadot 2. Anna Tarrés i Campa 3. Marina Geli i Fàbrega 4. Ferran Requejo i Coll 5. Teresa Casals i Rubio 6. Ezequiel Martínez i Mulero 7. Pilarin Bayès i de Luna 8. Salvador Esteve i Figueras 9. Carmela Fortuny i Camarena 10. Joan Vallvé i Ribera                                                                            | Junts+ Carles Puigdemont per Catalunya-Junts+ (CAT-JUNTS+) - Junts per Catalunya - Demòcrates de Catalunya         | Llista 1. Mònica Sales i de la Cruz 2. Jordi Bertran i Luengo (Independent) 3. Joaquim Calatayud i Casals 4. Noemí Nieto i Fumanal (Independent) 5. Irene Negre i Estorach 6. Pere Segura i Xatruch (Independent) 7. Núria Besora i Roig 8. Joan Nin i Cervellera 9. Laura Domènech i Vallespí 10. Sarah Dubois i Tortajada 11. Rubén M. Biarnés i Renedo 12. Íngrid Salas i Batet 13. Joan Ibarra i Rodríguez 14. Jovita Baltasar i Cuevas 15. Jordi Salvadó i Rius 16. Arnau Llambrich i Fígols 17. Gemma Cid i Espuny 18. Josep Andreu i Domingo Suplents 1. Felip Monclús i Arasa 2. Teresa Guerola i Vernet 3. Joan Casas i Torras 4. Montserrat Feliu i Roig 5. Roger Batllevell i Castelló 6. Rosa Maria Sánchez i Pérez 7. Josep Subirats i Navarro 8. Annabel Garcia i Echevarria 9. M. Àngels Llombart i Ferreres 10. Joan Descals i Esquius | Llista 1. Salvador Vergés i Tejero 2. Carme Renedo i Puig 3. Isaac Padrós i Suárez 4. Sònia Martínez i Juli 5. Maite Selva i Huertas 6. Mª Àngels Planas i Crous 7. Jordi Munell i García 8. Mònica Rabassa i Vázquez 9. Teresa Garcia i Recasens 10. Francesc Ten i Costa 11. Salvador Coll i Baucells 12. Mònica Sanjaume i Colomer 13. Joan Mir i Martinez 14. Núria Murlà i Ribot 15. Josep Lluís Santamaria i Moreno 16. Ferran Rodero i Tomas 17. Maria Rosa Vila i Juanhuix Suplents 1. Glòria Rigola i Junoy 2. Montse Mindan i Cortada 3. Josep Maria Bernils i Vozmediano 4. Mariona Camps i Bosch 5. Joan Sala i Quer 6. Imma Constans i Ruiz 7. Èric Bertran i Martinez 8. Glòria Plana i Yanes 9. Èric Torres i Expósito 10. Jordi Camps i Vicente                                       | Llista 1. Jeannine Abella i Chica 2. Ignasi Prat i Sarri 3. Anna Feliu i Moragues 4. Jordi Fàbrega i Sabaté 5. Rosa Jové i Montañola 6. Antoni Villas i Miranda 7. Raül Aguilar i Maza 8. Judit Guim i Tarruella 9. Gerard Sabarich i Fernàndez-Coto 10. Sílvia Torra i Vila 11. Carme Miró i Solé 12. Josep Torres i Flores 13. Carlota Monfort i Fantova 14. Albert Maurell i Ribot 15. Violant Cervera i Gòdia Suplents 1. Manel Cònsola i Alentà 2. Anna Maria Farré i Casaseca 3. Jordi Duocastella i Falip 4. Cristina Rotellà i Lasheras 5. Jordi Torres i Mateu 6. Marta Gispert i Rocasalbas 7. Joan Segura i Torres 8. Maricel Segú i Peralba 9. Rafael Safont i Aliaga 10. Jaume Pané i Roig                                                |                                | "Catalunya necessita lideratge"                |
| | Vox (VOX) | Ignacio Garriga Vaz de Concicao | Sergio Macián de Greef | Alberto Tarradas Paneque | Rafael Villafranca Mercé       | "En defensa pròpia"                            |
| Llista 1. Ignacio Garriga Vaz de Conceição 2. María Elisa García Fuster 3. Joan Garriga Doménech 4. Manuel Jesús Acosta Elías 5. Mónica Lora Cisquer 6. Júlia Calvet Puig 7. Andrés Félix Bello Sanz 8. Mónica Soria Verdión 9. Marcos Rodríguez Font 10. Nuria Alejandra Acacio Montesinos 11. Liberto Mariano Senderos Oliva 12. Francisco Javier González Priego 13. Alicia Tomás Martínez 14. Juan Carlos de Segura Just 15. Nerea Andrés Antón 16. Iván Cánovas Casanova 17. Juan José García Carré 18. Inmaculada Cervilla Galera 19. Marina Ferrer Sánchez 20. María Cristina Tarrés Martínez 21. Rafael Millán Carracedo 22. Óscar Conde Alonso 23. Guadalupe Santiago Coto 24. Marc Cívico Morales 25. Gina Ayde Clavijo Pinzón 26. Jorge Rangel Villatoro 27. Daniel Lafuente Arbós 28. Joana Robles Navarro 29. María Visitación (Carla) Yerbes Melgoso 30. Rosa María Tajadura Ochoa 31. Santiago Hernández Gurri 32. Francisco Javier Corbacho Jiménez 33. Yolanda Ferrer Fernández 34. Antonio Balboa Sánchez 35. María del Mar Busca Rey 36. Francisco Javier Mira Hernández 37. Jacinto Delgado Bueno 38. Jennifer Pinto Casas 39. María del Rosario Mesas Company 40. Inmaculada Mojarro Márquez 41. Juan Manuel Arruga Elías 42. Éric Pérez López 43. Francisco Javier Rodríguez Llamas 44. Alexia Camardón Guerrero 45. Nora Eugenia Villafranca Carrillo 46. Jorge Mena Gálvez 47. David Ontoria Ortuño 48. Ester López Sancho 49. Judith Cortés Cortés 50. Mireya Navarro Andreu 51. Sergio Sánchez Gil 52. Josling Efigenia Montilva Peralta 53. Jaume Casino Romero 54. Félix Torres Martínez 55. Melanie Francés Morbach 56. Jesús Sellas Vila 57. Juan Antonio García Melgares Zamora 58. María José Ibáñez Rodríguez 59. Lourdes González Piris 60. María del Coral Rubio del Pino 61. Siquem Cobacho Villanueva 62. Francisco García López 63. Alejandra Chirivas Brazo 64. Vicente Bustos Hidalgo 65. Carmen Romero Jiménez 66. Aitor Navarro Horna 67. Rafael Roldán Laserna 68. Ester Martínez Álvarez 69. Laura Gómez Perulero 70. Mary Ibilola Nazir Fayomi 71. José Casado Ortega 72. Enrique Jesús Ayala Quero 73. Diana Carolina Martino Astrada 74. Marcos Flores Flores 75. Josefa Esperanza González Morcillo 76. Manuel Martínez Díaz 77. Yago Ruiz Tintoré 78. Rosa Alba Fernández Cancela Pérez 79. Laura Aliaga Pérez 80. María Montserrat Piqueras Ruiz 81. María Miralta Domínguez 82. Carla Altadill Sallent 83. Miguel Martínez Velasco 84. Jordi Albert de la Fuente Miró 85. Gonzalo De Oro-Pulido Plaza Suplents 1. Felicidad Morera González 2. Leticia Agata Canals Coma 3. Juan-Antonio Gil Granados | Vox (VOX) | Llista 1. Sergio Macián de Greef 2. Javier Ramírez Gutiérrez 3. Isabel María Lorenzo Medina 4. Ricard Montero i Meca 5. Palmira Isabel Segarra Clemente 6. Paul Daniel Axinte Axinte 7. Judit Gómez García 8. Ismael Pérez Corral 9. María Dolores Castro Ordóñez 10. Juan Miguel Jareño López 11. Francisco Javier Domingo Aguilar 12. Tibor Rius Gerecz 13. María Belenguer Bermejo 14. Teodora Niño Sánchez 15. Antonia Raigón Míguez 16. Lesly Mariana Herrera Escobar 17. María Dolores Fernández Ortega 18. Emilio Mateu Morelló Suplents 1. Teba Rodríguez Fornells 2. Eloy Gómez Marsal 3. Ana Isabel Nieto Cabello 4. Ángel Manuel Rubio Cillán 5. Consuelo Ros Meroño 6. José Ramón Gargallo Bosch | Llista 1. Alberto Tarradas Paneque 2. Ignasi Mulleras Vinzia 3. Sandra Moya Bolívar 4. Francisco Javier Domínguez García 5. María José Hernando Maldonado 6. Roberto Martínez Hernández 7. Cristina Ruz Navarro 8. Jordi Vivo Fernández 9. Adela García Cerrillo 10. Daniel Plana Farjas 11. María José Ubero Montesinos 12. Joan Ball-llosera Llagostera 13. Vanesa Guaita Granado 14. Antonio Galeote Rodríguez 15. Montserrat Fernández Ramírez 16. Anna Catalán Martínez 17. Sergi Fabri Llavero Suplents 1. María Carmen Herrera López 2. Manuel Sorli López 3. Eva Colomer Canalias 4. Raúl Chillarón Murciano | Llista 1. Rafael Villafranca Mercé 2. Alejandra Roig López 3. María Isabel Guzmán Cornejo 4. Enric Plana Alonso 5. María Cinta Pujol Rovira 6. Carlos Fernando Nicolás Arfelis 7. Susana Rubio Martí 8. Jorge Peña González 9. José Barrufet Martín 10. María de la Caridad Herrero Melcon 11. Antonio Blas Martí Martín 12. Rosa María Bonet Carrillo 13. José Martínez María 14. Yéssica Rastrojo Rosillo 15. José Ramón Massot Gómez Suplents 1. Alejandro Javier Corona Molina 2. Nieves Vilchez Justicia (Independent) 3. Yaiza Martínez Méndez (Independent) |                                | "En defensa pròpia"                            |
| | Candidatura d'Unitat Popular - Defensem la Terra (CUP-DT) - Candidatura d'Unitat Popular (CUP) - Capgirem (CAPGRM) | Laia Estrada i Cañón | Sergi Saladié i Gil | Daniel Cornellà i Detrell | Bernat Lavaquiol i Colell      | "Defensem la terra"                            |
| Llista 1. Laia Estrada Cañón 2. Laura Fernández Vega 3. Maria Pilar Castillejo Medina 4. Xavier Pellicer Pareja 5. David Caño Cargol 6. Mar Ampurdanès Gutiérrez 7. Susana Moreno Blanco 8. Martina Marcet Fuentes 9. Òscar Mendoza Gómez 10. Jordi Estivill Castany 11. Núria Gibert Dasca 12. Blai Taberner Curado 13. Carla Dinarès Ayats 14. Enric Zaldo Aubanell 15. Patricia Silla Xiberta 16. Jordi Trapé Ubeda 17. Aina Tella i Arbós 18. Otger Amatller Gutiérrez 19. Lakshmi Roset Sala 20. Arnau Comajoan Cara 21. Isabel Llari i Joya 22. Emiliano Domínguez Gutiérrez 23. Oliva Serra Bassó 24. Ernest Clotet Berenguer 25. Adriana Llena i Places 26. Jesús Maria (Txus) Carrasco Gómez 27. Meritxell Baqué López 28. Leonardo Sanchez Leiva 29. Helena Mercè Diaz Duran 30. Joan Ramon Fernández i Fernández 31. Elena Crespi i Asensio 32. Jordi Masdeu Valverde 33. Sílvia Bofill i Mas 34. Carles Soler Rosselló 35. Neus Montaner Sanchez 36. Ignasi Bea Seguí 37. Berta Castaño Tordera 38. Alejandro Abellán i Gelpí 39. Marta Pocino Yuste 40. Carmelo Carrillo Sánchez 41. Clara Morató-Aragonés Ibáñez 42. Hug Lucchetti Barba 43. Anna Stanton Solabre 44. Josep Maria Diéguez de Jaureguízar 45. Mercè Falguera Ríos 46. Sebastià Prat i Guilanyà 47. Cristina Oteisa Sánchez 48. Eduard Garzón Bravo 49. Belén Cañizar Bel 50. Lluís Artigas Torrents 51. Laia Camprubí Preseguer 52. Joan Jubany i Lorente 53. Estefanía Castillo Márquez 54. Genís Rovira Barat 55. Aina Fernández Sandiumenge 56. Ángel Camacho Hervás 57. Thaïs Maria Cloquell Villarte 58. Josep Maria Tubau Llorià 59. Marta Soler Parellada 60. Òscar Simón Bueno 61. Maria Àngels Gabarró Castellfort 62. Jesús Sànchez-Marín Sànchez 63. Maria Casadevall Munné 64. Emili Josep Legaz Egea 65. Juliana Bacardit i Garriga 66. Ricard Comajoan Pujol 67. Anna Alsina López 68. Andrea Barbero Solà 69. Roger Bujons Tomàs 70. Claudia Conde Fisas 71. Carles Bou Rodríguez 72. Albert Sanjurjo Vidal 73. Gemma Codina Serra 74. Xavier Monge Profitós 75. Maria Sirvent Escrig 76. Aitor Blanc Aranjuelo 77. Jordi Barbero Solà 78. Montserrat Venturós i Villalba 79. Josep Riera Porta 80. Maria Rovira Lastra 81. Oleguer Presas Renom 82. Eulàlia Reguant Cura 83. Joan Garriga Quadres 84. Mireia Vehí Cantenys 85. Carles Riera Albert Suplents 1. Eloi Escútia Fors 2. Isabel Chacón Chacón 3. Xavier Valverde Bravo 4. Glòria Rubio Casas 5. Guiu Muns Roura 6. Laura Gállego Marfà 7. Llibert Ripoll Ricart 8. Èlia Torrescasana Martínez 9. Miquel Altadill Rovira 10. Nicolás Castellano Petidier | Candidatura d'Unitat Popular - Defensem la Terra (CUP-DT) - Candidatura d'Unitat Popular (CUP) - Capgirem (CAPGRM) | Llista 1. Sergi Saladié Gil 2. Eloi Redón Gonzalez 3. Ortésia Cabrera Fuster 4. Gemma Vendrell Rosell 5. Guillem Argelich Cañado 6. Maria Plana Guasch 7. Guifré Artal Febrer 8. Marta Llorens Pérez 9. Mateu Rodes Falcó 10. Albert Sabaté Rull 11. Eva Miguel Gascón 12. Andreu Carapuig Fora 13. Judit Cañís Olivé 14. Jordi Sales Martori 15. Laia Muntas Tarrech 16. Andreu Escolà Llevat 17. Josepa Plana Llort 18. Roser Vernet Anguera Suplents 1. Joan Manel Burillo Cortés 2. Meritxell Moreno Laudó 3. Martí Aritz Mas Arregui 4. Andrea Alonso Gutierrez 5. Xavier Milian Nebot 6. Maria Victoria Latorre del Villar 7. Ignasi Iranzo Ortí 8. Maria Angeles Prieto Escoda 9. Jordi Chinchilla Gras 10. Anaïs Sastre Morató | Llista 1. Daniel Cornellà Detrell 2. Montserrat Vinyets Pagès 3. Ignasi Sabater Poch (Ind.) 4. Marta Guillaumes i Pibernat 5. José de Delás Martí (Ind.) 6. Raquel Vilar López 7. Non Casadevall i Sala 8. Guillem Surroca i Pascual 9. Ousman Jangana Kabba 10. Elisabeth Punset Pagès 11. Maria Dolors Pons i Sais 12. Alexandre Medrano Foz 13. Anna Alcalà Sayeras 14. David Planas Llado 15. Adrià Cortadellas Cabello (Ind.) 16. Dolors Serra Colom 17. Lluc Salellas Vilar Suplents 1. Xavier Colomer Teixidor 2. Robert Sabater i Costa 3. María Teresa Bravo Rodríguez 4. Marina Brusi Darnaculleta (Ind.) 5. Jordi Gasulla i Flavià 6. Bruna Cañada Roca 7. Carles Estríngana Garcia 8. Arnau Casademont i Dalmau (Ind.) 9. Sílvia Martinez Bertran (Ind.) 10. Jordi Hostench Diaz          | Llista 1. Bernat Lavaquiol i Colell 2. Mercè Cortina i Oriol 3. Miquel Nadal i Talavera 4. Castell Cots i Pascual 5. Emma Rojas i Sànchez 6. Josep Ramon Farran i Belart 7. Nogay Ndiaye i Mir 8. Arnau Quingles i Colell 9. Núria Sauquillo i Guerra 10. Francisco (Sisquet) Soto i Moreno 11. Núria Folch i Castells 12. Marc Barrera i Colilles 13. Isabel Sala i Casteràs 14. Joan Molins i Aige 15. Magdalena (Magda) Ballester i Sirvent Suplents 1. Bàrbara Parra i Huertas 2. Jordi Arís i Balada 3. Mireia Barés i Badia 4. Sebastià Mata i Molinero 5. Rubén Gavilà i Esquerdo 6. Mireia Lozano i Pérez 7. Josep Mesalles i Villanova |                                | "Defensem la terra"                            |
| | Comuns Sumar (COMUNS SUMAR) - Catalunya en Comú (CAT EN COMÚ) - Barcelona en Comú (BC) - Moviment Sumar (SMR)      | Jéssica Albiach Satorres | Yolanda López Fernández | Eloi Badia i Casas | Elena Ferré Toldrà             | "La Catalunya que ve"                          |
| Llista 1. Jéssica Albiach Satorres 2. Lluís Mijoler Martínez 3. Andrés García Berrio (Independent) 4. Susana Segovia Sánchez 5. David Cid Colomer 6. Núria Lozano Montoya 7. Enric Bárcena Roig 8. Laura Campos Ferrer 9. Alicia Ramos Jordan 10. Ramon Arnabat Mata 11. Jordi Manils Tavío 12. Aurora Huerga Barquín 13. Albert Marañón Ledesma 14. Aïda Llauradó Álvarez 15. Joan Roca Roman 16. Agnès Petit Estrenjer 17. Sergio Morales Díaz 18. Natalia Martínez Rodríguez 19. Tamar Zamora Hinojosa 20. Arnau Martí Danés 21. Irene Aldabert González 22. Lorena Domínguez Liébana 23. Jordi Gil Dorado 24. Daniel Cruz Fuentes 25. Pablo Ramos García 26. Rosa María Trenado Sánchez 27. Martha Cecilia Cedeño Pérez 28. Iván Martos Aguilar 29. Xavier López Reyes 30. Irene Milena Villena 31. Lucas Estruch Peñalver 32. Marina Rodríguez Parpal 33. Montserrat Mompió Gallart 34. Antonio Molina Juanes 35. Daniel Jiménez Hernández 36. Eva Guerra Manzano 37. Marta Castillo Ramos 38. Javier Recio Rodríguez 39. María Del Rocío (Xio) Gutiérrez Muela 40. Pablo Guerrero Jimenez 41. Juana (Juani) Pérez Sena 42. Laura Ondoño Gutiérrez 43. Dolores Castro Leiva 44. Joan Comorera Estarellas 45. Raúl Montesinos Jiménez 46. María Rosa Perea Núñez 47. Estefanía Navarro Alé 48. Pol Rovira Ponce 49. Jordi Arnaiz Moreno 50. Diego Marchante Hueso 51. Antonio Segura Pérez 52. Alba Llatjós Martín 53. Margarita Pérez Costa 54. Laura Oliva Mirón 55. Guillermo Chirino Gálvez 56. Blanca Valero Rufas 57. Tania Espinosa Ruiz 58. Miguel Mansergas Sandalinas 59. Alberto Jurado De La Santa 60. José Antonio Gómez Rodríguez 61. Miren Arantzazu Molina Colom 62. Alexandra López Lorente 63. Rocío Luna Guibourg 64. Alejandro Pérez Matías 65. Yassine Marsou Azogam 66. Lorenza María Rider Jiménez 67. Montserrat Clapers Aibar 68. Ancor Mesa Méndez 69. Albert Guasch Luján 70. Arnau Morales Soley 71. Núria Romero Camp 72. Tamara Vergel Borrego 73. Vanessa Navarro Lozano 74. Santiago Óscar Cayuela Tomás 75. Jordi Pedrol Martínez 76. Sarai Martínez Vega 77. Jaume Bosch Mestres 78. Isabel Gutiérrez Muela 79. Jaume Funes Artiaga 80. Carme Borrell Thió 81. Salvador Milà Solsona 82. Fàtima Ahmed Ahmed El Haddad 83. Joan Carles Gallego Herrera 84. Joan Subirats Humet 85. Ada Colau Ballano Suplents 1. Iolanda Sánchez Alcaraz 2. María Ángeles Ríos Echeverría 3. Luis Davó Jiménez 4. Elisa Miralles Rodríguez 5. Antoni Ribas Bravo 6. Cristina Poveda Ferrer 7. Anna Winkelmann Larios 8. Marc Calvo Hernández 9. Yolanda Ojeda Losada 10. Víctor Aloras Verstoep | Comuns Sumar (COMUNS SUMAR) - Catalunya en Comú (CAT EN COMÚ) - Barcelona en Comú (BC) - Moviment Sumar (SMR)      | Llista 1. Yolanda López Fernández 2. Mario Téllez Molina 3. Antonia García Bascuñana 4. Alejandro Torcal López 5. Carolina Burgos Martín 6. Jose Casado Escriba 7. Maria Carmen Cámara Rosero 8. Alejandro Fernández García 9. Maria Teresa Vallverdú March 10. Jesús Peña Fernández 11. Juan Manuel Telechea Mondino 12. Montserrat Castellarnau Vicente 13. Luis Omar El Gabry Bravo 14. Virginia Moreno Navarro 15. Antonio García Aguilar 16. Maria Teresa Fortuny Solá 17. Jordi Barberà Argilaga 18. Oscar Sendra Angles Suplents 1. Juan Carlos Fuentes Donaire 2. Maria Teresa García Mendiola 3. Luis Pedro Miralles García 4. Cinta Galiana Llasat 5. Patrícia Olivé Conde 6. Jordi Collado Álvarez 7. Francisco Ortega Cervantes 8. Marta Arjona Ciurana 9. Salvador Matas Borrut 10. Josefa Zapata Ayllon                                  | Llista 1. Eloi Badia Casas 2. Anna Portillo Cuberes 3. Jordi Lloveras Avellí 4. Salma Laghzaoui Al Bachiri 5. Víctor Catalan Casas 6. Claudia Mallart Toupy 7. Raül Valls i Lucea 8. Sara Williams Douse 9. Daniel Hernández Gómez 10. Rosario García Durà 11. Tarik Cheriha Dkik 12. Lis Valeria Brusa Acuña 13. Andrés Acosta Osorio 14. Blanca Stella González Galerón 15. Albert Pons Ramos 16. Júlia Boada Danés 17. Joaquim Brugué Torruella Suplents 1. Elena Parreño Gala 2. Roberto Martínez Soler 3. Marisol Natalia González Cisternas 4. Victoria de los Ángeles Salvadó Martín 5. Marc Vidal Pou 6. Eugènia Pascual Puig 7. Juan Salmerón Crosas | Llista 1. Elena Ferré Toldrà 2. Mario Mata Madrid 3. Montserrat Cortasa Gras 4. Oriol López Sanfeliu 5. Meritxell Teruel Cubí 6. Jordi Pino Lacosta 7. Elena Carmen Motos Hervas 8. Francisco Godas Bastida 9. Montserrat Rollan Espunyes 10. Jordi Cipriano Líndez 11. Amaia Rodrigo Arcay 12. Josep Grau Farrús 13. Anna Mayench Calero 14. Marc Dalmau Saba 15. Sara Vila Galan Suplents 1. Marcel Colell Pala 2. Laura Bergés Saura 3. Josep Carles Martín Vergara 4. Núria Pujol Vidal 5. Jaume Moya Matas |                                | "La Catalunya que ve"                          |
| | Ciutadans - Partit de la Ciutadania (CS)                                                                           | Carlos Carrizosa Torres | Matías Alonso Ruiz | Héctor Amelló Montiu | Isaac Caballero Pujadas        | "Detenlos" ("Detingues-los")                   |
| Llista 1. Carlos Carrizosa Torres 2. Marina Bravo Sobrino 3. David Andrés Díaz 4. Noemí de la Calle Sifré 5. José María Cano Navarro 6. José Luis de la Rosa Núñez 7. Miguel Manuel García Valle 8. Kevin Romero Navas 9. Sonia Reina Sánchez 10. Cristina de Pelegrí Echeverría 11. Nicolás Francisco Ortiz Cuevas 12. Aldo Ciprian Rodríguez 13. Martín Eusebio Barra López 14. Lucia Rodríguez Cuesta 15. Amalia Frutos López 16. Manuel Losada Seivane 17. Juan José Salvador Pérez 18. Valentín Guerra Burgos 19. María Teresa Augé Martínez 20. Jéssica Pauchet Garcia 21. José Manuel Muñoz Reyes 22. Andrés Martínez Palacio 23. Dimas Gragera Velaz 24. Rosa Maria Fontana Vinelli 25. Cristina Arias Martínez 26. Juan Oliart Bermejo 27. Montserrat Herrera Miras 28. Ernesto Alejandro Suárez Puga 29. Esther Soto Cervera 30. Javier Edrosa Pérez 31. Laura Ciria Nogueira 32. Eladio Manuel Garcia Lodeiro 33. Gonzalo Díaz Hernando 34. Ester Díaz Gómez 35. Juan José Pérez Busto 36. Carmen Esteban Fernández 37. Eliías Soleño Pasarin 38. Laura Casado Delgado 39. José María Paniello Limiñana 40. Francisco Gavilán Peña 41. Eva Martin Gimeno 42. Juan del Olmo Fernández 43. Oscar Marjalizo Hernández 44. Lourdes Fernández Aguilar 45. Pedro Sánchez Álvarez 46. Jordi Cañas Manubens 47. Angie Caparrós Lavado 48. Manuel Rodríguez Ramos 49. Jorge Pavón Álvarez 50. Rosario Gálvez Ortiz 51. David Ariño Espallargas 52. Juan Luis Trilla Salinas 53. Francisca Leal Jurado 54. Antonio Medialdea Huete 55. Inmaculada Tirado Fabregas 56. Josep Lluís Escofet Mata 57. Ángel Fernández Uceta 58. Susana Barroso Valverde 59. Fermín Torres Montero 60. Rosa Maria Comas Boixadós 61. José Luis Sánchez López 62. Manuel Fernández del Campo Ordoñez 63. Desire Lavado Caparrós 64. José Miguel Velasco Polonio 65. Maria Mercedes Saliner Garido 66. David Labrador Gabriel 67. Luis Manuel Fernández del Campo 68. Cristina Gutiérrez Adell 69. Raúl Iglesias Garcia 70. Maria Cruz Guerrero López 71. Alejandro Gamero Postigo 72. Manuel Santiago Domínguez Sánchez 73. Cristina Carbó Cortés 74. Arnau Serrano Nogueras 75. Núria Asperilla De La Cereza 76. Mari Carmen Fernández Montosa 77. José Luis Gómez Delgado 78. Marc Garcia Paredes 79. Miguel Ángel Arjona Garcia 80. Angelina Esther del Pino García 81. Maria Martinez Lozano 82. Esther Rodríguez Martínez 83. Francisco Javier González Delgado 84. Joan García González 85. Jordi Cañas Pérez Suplents 1. Martí Pachame Barrera 2. Mercedes Vicens Ungil 3. Antonio Guerrero Ruiz 4. Maria Engracia Cerezales Quiñones 5. Sergio Postigo Garcia 6. Lourdes María Caparrós Maciá 7. Joaquín Domínguez Luque 8. Pilar Cabañes Jordan 9. Maria Josefa Navarro Quintero 10. Ramón García Fernández | Ciutadans - Partit de la Ciutadania (CS)                                                                           | Llista 1. Matías Alonso Ruíz 2. Miquel Ángel Albacar Damián 3. Lorena de la Fuente Vilaltella 4. Juan Carlos Romera Gil 5. Concepción Almazán Gómez 6. Ricardo López Vázquez 7. Juan Carlos Pablos Dos Santos 8. Laia Jorge López 9. Félix Moreno Salamanca 10. María Pilar Rosales Calero 11. Diego Guerra Campo 12. Vicente Molina Broncal 13. María Estrella Escobar Encinas 14. Concepción Martínez Gómez 15. Felicià Fortuny Roselló 16. Eduardo García Fernández 17. Aurora Pareja Ramírez 18. Joaquina Sánchez Álvarez Suplents 1. Manuel Javier Luna Fernández 2. Isaac Iglesias Molina 3. María Teresa Gumbau Sureda | Llista 1. Héctor Amelló Montiu 2. María del Camino Fernández Riol 3. Cristian Ortiz Paredes 4. Elisabet Guillen Verdejo 5. Miguel Ángel Gonzalez Gonzalez 6. Jorge Hernandez Garcia 7. Rebeca Lopez Losada 8. Fernando Fernandez Cuenda 9. Antonia Molina Ortiz 10. Antonio Fierro Solano 11. Samuel Caravaca Menacho 12. Adelaida Victoria Vertedor Vives 13. Angel Belisario Delgado Martin 14. Maria Rosario Lopez Raigon 15. Enrique Porcar Valiño 16. Jaime Vizern Pont 17. Arantxa Granada de Caramany Bonet Suplents 1. José Ramón Talero Alvarez 2. Vanessa Sara Escobedo Huertas 3. Rolando Michelet Falque 4. Patricia Camacho Montañes 5. Francisco Luque Ramos 6. Janet Ballesteros Lopez                                                                                                 | Llista 1. Isaac Caballero Pujadas 2. Maria del Carme Gòdia Bagué 3. Francisco José de Urquía Comas 4. María Dolores Vera Lozano 5. Josep Costa Brillas 6. Renato Bertomeu Redó 7. Melani Rincón Torralba 8. Fernando Lujano Moreno 9. Carolina Hurtado Blanco 10. María José Valenzuela Baguena 11. Encarnación Ceballos Baguena 12. Luisa Farelo Domínguez 13. José Luis Linares Sánchez 14. Sharay Erill Azzaz 15. Ramon Vilaltella Domenjo Suplents 1. Gemma María Sánchez Pérez 2. Samuel Romera Bernabé 3. Laura Elvira Gómez |                                | "Detenlos" ("Detingues-los")                   |
| | Partit Popular (PP)                                                                                                | Alejandro Fernández Álvarez | Pere Lluís Huguet Tous | Jaume Veray Cama | Montserrat Berenguer Messeguer | "Volem una Catalunya de Primera"               |
| Llista 1. Alejandro Fernández Álvarez 2. Manuel Reyes López 3. María Ángeles Esteller Ruedas 4. Santiago Rodríguez Serra 5. Rosa del Amo Hernández 6. Hugo Manchón García 7. Juan Fernández Benítez 8. Eva García Rodríguez 9. Miriam Casanova Domènech 10. Alberto Villagrasa Gil 11. Cristian Escribano Ramírez 12. Pau Ferran Navarro 13. María Belén Pajares Ribas 14. María Elisa de Mata Arnaldo 15. Carlos Remacha López 16. Sonia Esplugas González 17. José Antonio Calleja Clavero 18. Susana Calvo Casadesús 19. Susana Graciela Clerici López 20. Miguel Jurado Tejada 21. Raquel Valls Bonet 22. Mónica Parés Centeno 23. Antonio Verdera Puntí 24. Josefa Redondo Solís 25. Manuel Conde García 26. Desirée Aguilar Molina 27. María Carmen Torres Cassany 28. Antonio González Torner 29. María Carmen Díaz González 30. Emiliano Jiménez León 31. María Inmaculada Casilla Rojas 32. Enrique Salvadores Manzano 33. Erik Gutiérrez i Domínguez 34. Elisabet Ortega Robles 35. Celina Coronil Vázquez 36. María del Turruchel Alcantud Inarejos 37. Feliciano Baratech Penina 38. Silvia Cangueiro Márquez 39. Juan José Almansa Aragón 40. José María Moya Losilla 41. Juana Navarrete Jiménez 42. José David Basi Limiñana 43. Jordi Alsina Felip 44. Victoria Fuentes Gaspar 45. Alicia García García 46. María Consuelo Santos Neyra 47. Carlos Francisco Ruf Osola 48. Ana Vega Raya 49. Miguel Ángel Ochoa Oliva 50. Juan José Giner Espinosa 51. María Inmaculada Delgado Álvarez 52. Miguel Ángel Alvarado Martos 53. Asier Abad Mínguez 54. Marta Giménez Arcusa 55. Francisca Rosario Carranza García 56. María del Mar Sicilia Muñoz 57. Eva Higueras Muñoz 58. Josep Lluís Javaloyes Vilalta 59. Esteban Gesa Para 60. Yolanda Laspalas Cantón 61. Antonio Marset Boza 62. Manuel Jesús Casado Ruiz 63. María Mercedes Font Munsó 64. Lorena Paricio Blázquez 65. José Alfredo Távara Zanón 66. Óscar Pelegrín Gil Herrando 67. Victoria Amalia Cabestany Peinado 68. María Estrella Salanova Casajuana 69. José Llobet Navarro 70. Carolina García Romero de Tejada Suárez-Barcena 71. Jorge Díaz Cánovas 72. María de los Ángeles Ortega García 73. Gemma Gesa Para 74. Ismael Bayarri Jaso 75. Jorge Muñoz Marín 76. Antoni Majó Vives 77. Francisco Javier Suárez Cañardo 78. Núria Rubió Gómez 79. Jéssica Fernández Dalmases 80. Josep Tutusaus i Besante 81. Sonia Aranda Bustamante 82. Lydia María Remedios Remon Aguirre 83. Alberto Fernández Díaz 84. Daniel Sirera Bellés 85. Xavier García Albiol Suplents 1. María Belén Miñana Gómez 2. Natalia Arrebola Sánchez 3. Luis Jiménez Vicente 4. Gloria Aymerich Gázquez 5. Carlos Méndez Díaz | Partit Popular (PP)                                                                                                | Llista 1. Pere Lluís Huguet Tous 2. Lorena Roldán Suárez 3. Isabel Mª Salas González 4. Mario García Vidal 5. José Francisco Martínez Raya 6. Carlos Joaquín Pastor García 7. Juan Bautista Altadill Ferré 8. Lluís Llorens Ferré 9. Eulàlia Carmona Iglesias 10. Cristina Velencoso Mir 11. Alexandre Barrera de Haro 12. Laura Rovira Oliver 13. David Paul Chatelain Lucena 14. Jesús Bolea Mairal 15. Erika García Román 16. Sílvia Virgili Guinovart 17. Sandra Dios Morales 18. Rafael Luna Vivas Suplents 1. Jesús Gracia Güell 2. Jesús Jerónimo Merino Iglesias 3. Rosa Mary Iglesias Matamoros 4. Ana Mateu Morelló | Llista 1. Jaume Veray Cama 2. Daniel Ruiz Pérez 3. Paula Cordera Aizpurúa 4. Pere Robert Anaya 5. Tatiana Cabrera Endara 6. Vanesa Mányik Jiménez 7. Enrique Rodríguez Zamudio 8. Ana María Vilà Gallego 9. Àlex Melià Baxter 10. Mª Luisa Rodríguez Cantoya 11. Julià Carpintero Rich 12. Matilde de la Hoz Navarro 13. Carmelo Vico Mendoza 14. Júlia Sala Esteban 15. José Manuel González Jurado 16. Matías Bertrán Domingo 17. Míriam Pujola Romero Suplents 1. Francesc Subirats Martí 2. Glory Fuentes Quiaro 3. Ángel Vila de la Peña | Llista 1. Montserrat Berenguer Messeguer 2. Marc Sisteré Niubò 3. Jaume Izcara Camí 4. Xavier Lluís Batalla 5. Anna Florista Izquierdo 6. Daniel Barios Sero 7. Isabel Martorell Badia 8. Ramón Piñol Verge 9. Ana Cava Muñoz 10. Montserrat (Montse) Rodríguez Serra 11. Miquel Barniol Moreno 12. Josefa (Pepi) Carner Comella 13. Oscar Maurelos Jiménez 14. Joan Simeon Morera 15. Dolors López Aguilar Suplents 1. Jordi Navarro Montiel 2. Jordi Alfonso Novales 3. Silvia Lucena Larrubia 4. Dolors Roca Cortes 5. Concepción (Inma) Téllez Muñoz 6. José Sáez Rubio 7. Sheila Hernández Tallon 8. Adrià López Miró |                                | "Volem una Catalunya de Primera"               |

### Candidatures de grups extraparlamentaris
Deu partits extraparlamentaris van assolir els avals necessaris per presentar la seva candidatura en alguna o totes les circumscripcions electorals. Tot i que inicialment la direcció de l'Assemblea Nacional Catalana (ANC) volia presentar una llista cívica a les eleccions, no va comptar el suport dels seus militants en una consulta interna vinculant per un estret marge. En canvi, partits com Escons en Blanc i Solidaritat Catalana sí que van anunciar la seva intenció en participar-hi, però no van arribar els avals necessaris en cap de les circumscripcions electorals catalanes.
Vuit de les candidatures que s'hi van presentar, no varen ser proclamades oficialment per les juntes electorals provincials. Aquestes van ser les quatre llistes del Partit Univers Català, que tenia al mateix i únic candidat en totes elles, les llistes de Front Nacional de Catalunya, Reinici Polític i Familia i Vida per Barcelona, i la llista de PACMA per Lleida.
| Candidatures | Candidatures                                           | Barcelona                       | Tarragona                         | Girona                             | Lleida                        | Campanya                                                                    |
| ------------ | ------------------------------------------------------ | ------------------------------- | --------------------------------- | ---------------------------------- | ----------------------------- | --------------------------------------------------------------------------- |
|              | Alhora (ALHORA)                                        | Clara Ponsatí i Obiols          | Meritxell Blay Boquera            | Marc Cassany Alemany               | Jordi Vicenç Pou i Jové       | "Independència i bon govern"                                                |
|              | Aliança Catalana (ALIANÇA.CAT)                         | Lluís Areny i Claverol          | Aurora Fornos i Vilanova          | Sílvia Orriols i Serra             | Ramón Abad i Gimeno           | "Salvem Catalunya"                                                          |
|              | Partit Comunista dels Treballadors de Catalunya (PCTC) | Doménec Merino Roca             | Albert Camarasa Escubedo          | Bernat Roig Arnau                  | Jesús José Capacete Capdevila |                                                                             |
|              | Front Obrer (FO)                                       | Alicia Sanz Fernández           | Aitor Ramírez Durán               | Àlex Buxadé Pujol                  | Gonzalo Pujol Alonso          | "Defiende Cataluña, defiende Espana" ("Defensa Catalunya, defensa Espanya") |
|              | Retallades Zero (Recortes Cero)                        | Pascuala Gomez Iniesta          | Rut Clemente Martinez de Villa    | Francesc Sergio Ibáñez Laffort     | Vicente Díez Domper           |                                                                             |
|              | Partit Animalista Amb el Medi Ambient (PACMA)          | Iván Guijarro Vila              | María Sol Brunet Lechón           | Aitziber Sáez de Buruaga Cousillas | No acceptada                  |                                                                             |
|              | Per un Món Més Just (PUM+J)                            | Rafael Serrano Ordoñez          | No es presenta                    | Santiago Luis Temprado Celma       | Javier Arcos González         |                                                                             |
|              | Front Nacional de Catalunya (F.N.C.)                   | No acceptada                    | Maria Montserrat Guasch Francesch | No es presenta                     | Magí Hildebrandt López        | "Primer, la nació"                                                          |
|              | Esquerra per Espanya (IZQP-UNIDOS-DEF)                 | Julio Antonio Villacorta García | Elena Díaz Almela                 | No es presenta                     | No es presenta                |                                                                             |
|              | Convergents (CNV)                                      | No es presenta                  | Maria Cecilia Castello Melich     | No es presenta                     | No es presenta                |                                                                             |

## Enquestes d'opinió
A la taula següent es detallen les estimacions de la intenció de votació en ordre cronològic invers, mostrant primer les més recents i utilitzant les dates en què es va fer el treball de camp de l'enquesta, en lloc de la data de publicació. On no es coneixen les dates del treball de camp, es dona la data de publicació. El percentatge més alt de cada enquesta es mostra amb el seu fons ombrejat en el color de la part líder. Si hi ha un empat, s'aplica a les xifres amb els percentatges més alts. La columna "Avantatge" de la dreta mostra la diferència en punts percentuals entre els partits amb els percentatges més alts de l'enquesta. Les projeccions de seients es mostren sota les estimacions de votació en petit. Calen 68 escons per obtenir una majoria absoluta al Parlament de Catalunya.

### Estimació d'intenció de vot
| Enquestadora/Client | Data                  | Mostra      | Partici-pació | PSC                      | ERC              | Junts            |               | ECP             | CUP           | CS           | PPC             | Aliança Catalana |           |         |            |          |        |           |   |   |   |   |
| --- | --------------------- | ----------- | ------------- | ------------------------ | ---------------- | ---------------- | ------------- | --------------- | ------------- | ------------ | --------------- | ---------------- | --------- | ------- | ---------- | -------- | ------ | --------- | - | - | - | - |
| Enquestadora/Client | Data                  | Mostra      | Partici-pació | Feedback/Diari d'Andorra | 7–11 maig 2024   | 800              | 64,9          | 25,91 36/39     | 15,42 22/24   | 23,16 34/38  | 9,31 12         | 4,71 4/5         | 5,06 6/7  | 0,89 0  | 8,97 11/12 | 4,00 3/6 | 0,91 0 | –         | – | – | – | – |
| GESOP/The Adelaide Review                                                                                                 | 8–10 maig 2024        | 900-1.200   | 60-65         | 27,0 37/40               | 15,0 22/25       | 20,5 30/33       | 8,7 11/13     | 5,7 5/7         | 6,0 7/9       | 1,0 0        | 8,3 10/13       | 4,0 3/6          | –         | –       | –          | –        | –      | –         |   |   |   |   |
| Feedback/Diari d'Andorra                                                                                                  | 6–10 maig 2024        | 800         | 64,3          | 26,63 38/40              | 15,33 22/24      | 23,49 35/38      | 9,06 12       | 4,84 4/5        | 4,74 5/7      | 0,89 0       | 8,65 11/12      | 3,88 3/6         | 0,80 0    | –       | –          | –        | –      | –         |   |   |   |   |
| GESOP/The Adelaide Review                                                                                                 | 7–9 maig 2024         | 900-1.200   | 62-65         | 26,8 37/40               | 15,8 23/26       | 21,5 32/35       | 8,0 10/12     | 5,2 5/7         | 6,0 7/9       | 1,0 0        | 8,5 11/13       | 3,4 3/4          | –         | –       | –          | –        | –      | –         |   |   |   |   |
| Feedback/Diari d'Andorra                                                                                                  | 2–9 maig 2024         | 800         | 64,4          | 27,33 39/41              | 15,64 22/25      | 22,94 35/38      | 8,50 11/12    | 5,16 4/6        | 4,21 4/6      | 0,98 0       | 8,60 11/12      | 3,87 3/6         | 0,94 0    | –       | –          | –        | –      | –         |   |   |   |   |
| GESOP/The Adelaide Review                                                                                                 | 6–8 maig 2024         | 900-1.200   | 62-65         | 27,8 39/42               | 15,0 21/24       | 22,0 34/37       | 8,2 10/12     | 4,8 4/6         | 6,0 7/9       | 1,0 0        | 8,2 10/12       | 3,4 3/4          | –         | –       | –          | –        | –      | –         |   |   |   |   |
| Feedback/Diari d'Andorra                                                                                                  | 2–8 maig 2024         | 800         | 60,7          | 27,79 39/42              | 16,39 23/26      | 23,32 35/38      | 7,68 9/11     | 5,18 4/7        | 3,92 3/6      | 1,01 0       | 8,13 10/12      | 3,61 3/6         | 0,96 0    | –       | –          | –        | –      | –         |   |   |   |   |
| GESOP/The Adelaide Review                                                                                                 | 5–7 maig 2024         | 1.000-1.200 | 60-62         | 28,2 40/42               | 15,0 22/25       | 22,5 35/37       | 8,2 10/12     | 4,8 4/6         | 6,0 7/8       | 1,0 0        | 9,9 9/11        | 3 1/3            | –         | –       | –          | –        | –      | –         |   |   |   |   |
| 7 maig 2024: S'inicia el període de la prohibició de publicació de les enquestes d'opinió, d'acord amb la llei electoral. |                       |             |               |                          |                  |                  |               |                 |               |              |                 |                  |           |         |            |          |        |           |   |   |   |   |
| EM Analytics/VilaWeb | 26 abril–6 maig 2024  | 1.200       | ?             | 29,8 41                  | 16,6 25          | 21,5 34          | 7,9 11        | 5,3 5           | 4,2 4         | 0,8 0        | 9,5 12          | 3,3 3            | 0,6 0     | –       | –          | –        | –      | –         |   |   |   |   |
| Feedback/El Nacional | 29 abril–6 maig 2024  | 800         | ?             | 26,93 39/40              | 17,59 25/28      | 21,88 33/36      | 8,35 11/12    | 6,12 6/8        | 4,00 4/6      | 0,89 0       | 8,66 11/12      | 2,42 0/2         | 0,95 0    | –       | –          | –        | –      | –         |   |   |   |   |
| GESOP/El Periódico | 6 maig 2024           | ?           | ?             | 28,6 40/42               | 14,2 21/23       | 22,2 35/37       | 7,3 10/11     | 5,2 4/6         | 5,4 7/8       | –            | 7,7 10/11       | 3,4 3/4          | –         | –       | –          | –        | –      | –         |   |   |   |   |
| YouGov/Ara | 23 abril–3 maig 2024  | 3.100       | ?             | 27,4 37/41               | 17,2 22/26       | 19,5 30/34       | 8,2 10/12     | 6,5 6/9         | 4,7 5/8       | –            | 8,2 9/12        | 4,1 2-7          | –         | –       | –          | –        | –      | –         |   |   |   |   |
| Feedback/El Nacional | 29 abril–2 maig 2024  | 600         | 60,9          | 26,41 39/40              | 17,73 26/28      | 20,39 31/33      | 8,38 11/12    | 6,28 7/8        | 4,22 4/7      | –            | 8,87 11/13      | 2,42 0/2         | 0,63 0    | –       | –          | –        | –      | –         |   |   |   |   |
| Celeste-Tel/Onda Cero | 3 maig 2024           | ?           | ?             | 28,3 40                  | 17,4 26          | 20,5 32          | 7,4 10        | 5,8 6           | 4,6 6         | –            | 9,6 13          | 3,1 2            | –         | –       | –          | –        | –      | –         |   |   |   |   |
| EM Analytics/VilaWeb | 26 abril–2 maig 2024  | 1.200       | ?             | 29,7 41                  | 18,7 28          | 20 31            | 7,5 11        | 4,8 4           | 4,5 6         | 0,9 0        | 9,2 10          | 3,1 3            | 1,0 0     | –       | –          | –        | –      | –         |   |   |   |   |
| Sociométrica/El Español                                                                                                   | ´29 abril–1 maig 2024 | ?           | ?             | 28,4 42                  | 17,2 26          | 20,1 32          | 7,5 11        | 5,7 6           | 4,1 4         | –            | 9,7 13          | 3,2 1            | –         | –       | –          | –        | –      | –         |   |   |   |   |
| CIS | 24–30 abril 2024      | 4.051       | ?             | 29,8–33,2 –              | 15,2–17,9 –      | 15,4–18,1 –      | 5,8–7,5 –     | 5,0–6,7 –       | 3,2–4,6 –     | 0,5–1,0 –    | 9,6–11,9 –      | 3,0–4,4 –        | 0,6–1,3 – | –       | –          | –        | –      | –         |   |   |   |   |
| Infortécnica/Segre | marçbaril 2024        | 826         | ?             | – 36/37                  | – 26/27          | – 35/36          | – 9/10        | – 4/6           | – 6/7         | – 0/3        | – 9/10          | – 0/3            | –         | –       | –          | –        | –      | –         |   |   |   |   |
| EM Analytics/VilaWeb | 26–30 abril 2024      | 1.200       | ?             | 29,6 41                  | 18,1 27          | 20,5 33          | 7,2 10        | 5,3 5           | 5,2 7         | 0,9 0        | 8,8 12          | 2,8 0            | 0,7 0     | –       | –          | –        | –      | –         |   |   |   |   |
| KeyData/Público | 27 abril 2024         | ?           | 59,5          | 27,2 38/39               | 18,2 27/28       | 20,1 32          | 7,0 10        | 6,3 6           | 4,9 7         | 1,1 0        | 9,7 13          | 2,7 0-2          | –         | –       | –          | –        | –      | –         |   |   |   |   |
| EM Analytics/VilaWeb | 26 abril 2024         | 1.200       | ?             | 27,6 38                  | 19,0 28          | 22,1 34          | 7,4 11        | 5,2 5           | 5,4 7         | 0,9 0        | 8,8 12          | 2,2 0            | 0,9 0     | –       | –          | –        | –      | –         |   |   |   |   |
| NC Report/La Razón | 22–26 abril 2024      | ?           | ?             | 27,3 38/39               | 17,6 27/28       | 21,0 32/33       | 7,4 11        | 5,9 6           | 5,1 6/7       | –            | 9,8 13/14       | –                | –         | –       | –          | –        | –      | –         |   |   |   |   |
| GAD3/Mediaset | 22-–25 abril 2024     | 1.000       | ?             | 29,4 42/43               | 18,8 28/29       | 22,4 35/37       | 6,0 6/9       | 3,9 6           | 3,3 2         | 0,8 0        | 9,5 12/13       | 3,4 2            | 0,4 0     | –       | –          | –        | –      | –         |   |   |   |   |
| Feedback/El Nacional | 19–24 abril 2024      | 700         | 58,9          | 27,02 39/40              | 16,39 24/27      | 21,58 33/36      | 7,95 11       | 6,29 7/8        | 4,31 4/7      | 1,59 0       | 10,15 13/14     | 2,25 0           | 1,23 0    | –       | –          | –        | –      | –         |   |   |   |   |
| YouGov/Ara | 22 març–23 abril 2024 | 3.500       | ?             | 25,6 34/39               | 17,8 23/28       | 19,5 31/34       | 8,3 10/12     | 6,9 6/8         | 5,0 6/8       | –            | 9,2 11/14       | 3,9 2-6          | –         | –       | –          | –        | –      | –         |   |   |   |   |
| Cluster17/LLYC | 19–22 abril 2024      | 1264        | ?             | 27,6 38/40               | 16,5 24/26       | 21,4 32/34       | 7,3 9/11      | 6,0 5/6         | 4,7 5/7       | 0,7 0        | 9,6 12/14       | 2,7 0/3          | 2,0 0     | –       | –          | –        | –      | –         |   |   |   |   |
| Opinòmetre/CEO | 11–22 abril 2024      | 1.500       | ?             | 28-33 40/47              | 20-24 31/37      | 18-22 28/34      | 5-7 5/9       | 3-5 3/6         | 4-6 4/8       | 0-1 0        | 6-9 8/12        | 1-3 0/2          | –         | –       | –          | –        | –      | –         |   |   |   |   |
| CIS | 11–22 abril 2024      | 8.905       | ?             | 26,9–28,3 39/40          | 17,7–19,5 27/28  | 16,3–18,1 28/30  | 6,3–7,5 8/9   | 5,5–6,4 7/8     | 3,7–4,6 5/7   | 2,3- 3,1 0   | 9,2–10,6 13/14  | 2,6–3,4 0/2      | 0,7–1,2 0 | –       | –          | –        | –      | –         |   |   |   |   |
| SocioMétrica/El Español                                                                                                   | 16–20 abril           | 1.200       | ?             | 27,5 40                  | 18,1 27          | 19,6 32          | 7,9 11        | 5,8 6           | 5,0 5         | –            | 9,9 13          | 2,8 1            | –         | –       | –          | –        | –      | –         |   |   |   |   |
| GESOP/El Periódico | 17–19 abril           | 801         | 55–60         | 26,4 38/40               | 18,0 28/30       | 20,4 32/34       | 6,9 8/9       | 5,7 6/7         | 4,0 4/6       | 1,0 0        | 9,9 13/14       | 2,9 0/1          | 1,8 0     | –       | –          | –        | –      | –         |   |   |   |   |
| 40 dB/El País | 16–19 abril           | 1.200       | ?             | 27,1 39                  | 18,2 28          | 21,1 34          | 7,0 9         | 5,9 6           | 5,0 6         | 1,3 0        | 9,5 12          | 2,1 1            | –         | –       | –          | –        | –      | –         |   |   |   |   |
| Simple Lógica/elDiario.es                                                                                                 | 5–17 abril 2024       | 1.261       | 60,5          | 27,8 37/39               | 18,9 27/28       | 21,3 32/34       | 6,3 8/9       | 6,7 7/9         | 4,8 5         | 1,2 0        | 9,0 13/14       | 1,2 0/3          | –         | –       | –          | –        | –      | –         |   |   |   |   |
| ElectoPanel/GMG | 26 març–10 abril 2024 | 1.000       | ?             | 27,8 39                  | 17,8 26          | 21,9 34          | 8,1 11        | 5,3 5           | 5,4 7         | 0,6 0        | 9,3 13          | 2,4 0            | –         | –       | –          | –        | –      | –         |   |   |   |   |
| Data10/OKDiario | 27–29 març 2024       | 1.500       | ?             | 26,7 38                  | 20,1 29          | 21,5 32          | 7,1 8         | 6,5 8           | 4,8 6         | –            | 10,0 14         | –                | –         | –       | –          | –        | –      | –         |   |   |   |   |
| ElectoPanel/GMG | 1–25 març 2024        | 1.000       | ?             | 27,4 38                  | 18,9 28          | 21,2 33          | 8,2 11        | 5,3 5           | 6,1 8         | 0,5 0        | 8,8 12          | 2,2 0            | –         | –       | –          | –        | –      | –         |   |   |   |   |
| Sigma Dos/El Mundo | 14–22 març 2024       | 2.104       | ?             | 27,5 39/41               | 18,4 27/28       | 17,8 26/29       | 6,7 9         | 8,1 9/10        | 5,9 7         | 1,6 0        | 10,0 13/15      | 1,5 0            | –         | –       | –          | –        | –      | –         |   |   |   |   |
| Ipsos/La Vanguardia | 16–20 març 2024       | 1.425       | 59            | 29,4 41                  | 16,8 26          | 17,7 29          | 6,4 8         | 7,7 9           | 5,4 7         | 1,8 0        | 10,8 15         | –                | –         | –       | –          | –        | –      | –         |   |   |   |   |
| SocioMétrica/El Español                                                                                                   | 14–16 març 2024       | 1.200       | ?             | 29,1 42                  | 19,1 28          | 21,2 33          | 8,2 11        | 5,5 5           | 4,8 4         | –            | 9,1 12          | –                | –         | –       | –          | –        | –      | –         |   |   |   |   |
| GESOP/El Periódico | 14–15 març 2024       | 802         | ?             | 23,8 35/38               | 18,0 29/32       | 18,5 29/32       | 6,0 7/9       | 7,0 7/9         | 5,9 7/9       | –            | 10,0 12/14      | 2,9 0/3          | –         | –       | –          | –        | –      | –         |   |   |   |   |
| NC Report/La Razón | 13–15 març 2024       | 1.000       | 65,7          | 25,7 36/37               | 20,5 30/31       | 21,3 32/33       | 7,6 9/10      | 5,5 6           | 5,3 7         | 1,0 0        | 8,9 12/13       | –                | –         | –       | –          | –        | –      | –         |   |   |   |   |
| 13 març 2024: El president Pere Aragonès anuncia un avançament electoral per al 12 de maig                                |                       |             |               |                          |                  |                  |               |                 |               |              |                 |                  |           |         |            |          |        |           |   |   |   |   |
| GESOP/CEO | 9 febrer–7 març 2024  | 2.000       | ?             | 25,0– 39,0 35/42         | 17,0– 20,0 26/32 | 7,0– 18,0 24/29  | 7,0– 9,0 9/13 | 7,0– 10,0 8/13  | 5,0– 7,0 7/10 | 1,0– 2,0 0   | 7,0– 10,0 9/13  | –                | –         | –       | –          | –        | –      | –         |   |   |   |   |
| GESOP/CEO | 9 oct–7 nov 2023      | 2.000       | ?             | 27,0– 31,0 39/45         | 18,0– 22,0 29/34 | 12,0– 15,0 19/24 | 5,0– 7,0 6/9  | 8,0– 11,0 10/14 | 4,0– 6,0 4/8  | 0,0– 1,0 0   | 9,0– 12,0 12/17 | –                | –         | –       | –          | –        | –      | –         |   |   |   |   |
| Sigma Dos/El Mundo | 7–9 set 2023          | 1.000       | ?             | 26,1 36                  | 20,3 31          | 19,6 31          | 6,2 7         | 8,4 10          | 5,2 7         | –            | 10,3 13         | –                | –         | –       | –          | –        | –      | –         |   |   |   |   |
| Eleccions generals 2023                                                                                                   | 23 jul 2023           | N/D         | 65,4          | 34,5 (50)                | 13,2 (20)        | 11,2 (17)        | 7,8 (11)      | Sumar           | 2,8 (1)       | –            | 13,3 (17)       | –                | –         | 0,9 (0) | –          | –        | Sumar  | 14,0 (19) |   |   |   |   |
| GESOP/CEO | 29 maig–26 juny 2023  | 2.000       | ?             | 23,0– 27,0 34/40         | 18,0– 22,0 29/34 | 14,0– 17,0 22/28 | 6,0– 8,0 7/10 | 6,0– 9,0 7/12   | 6,0– 8,0 8/12 | 3,0– 5,0 0/5 | 7,0– 9,0 8/12   | –                | –         | –       | –          | –        | –      | –         |   |   |   |   |
| GESOP/CEO | 27 feb–24 març 2023   | 2.000       | ?             | 23,0– 27,0 34/40         | 18,0– 22,0 29/34 | 14,0– 17,0 22/28 | 6,0– 8,0 7/10 | 6,0– 9,0 7/12   | 6,0– 8,0 8/12 | 3,0– 5,0 0/5 | 7,0– 9,0 8/12   | –                | –         | –       | –          | –        | –      | –         |   |   |   |   |
| ElectoPanel/GMG | 12 oct–10 des 2022    | 12.003      | ?             | 22,2 32                  | 23,1 36          | 15,7 24          | 8,8 12        | 7,8 10          | 7,6 10        | 2,3 0        | 6,6 8           | –                | –         | –       | 3,1 3      | –        | –      | –         |   |   |   |   |
| GESOP/CEO | 27 set–21 oct 2022    | 2.000       | ?             | 23,0– 27,0 35/41         | 18,0– 22,0 30/36 | 12,0– 15,0 19/24 | 5,0– 7,0 6/10 | 6,0– 8,0 6/10   | 6,0– 8,0 8/12 | 2,0– 4,0 0/4 | 8,0– 11,0 11/16 | –                | –         | –       | –          | –        | –      | –         |   |   |   |   |
| GESOP/El Periódico | 13–14 oct 2022        | 803         | ?             | 24,8 37/38               | 20,1 32/33       | 18,6 29/30       | 6,4 8/9       | 6,3 7/8         | 7,5 10/11     | 2,0 0        | 7,1 9/10        | –                | –         | –       | –          | –        | –      | –         |   |   |   |   |
| ElectoPanel/Electomanía                                                                                                   | 31 ago–13 oct 2022    | 1.540       | ?             | 21,6 31                  | 22,4 35          | 16,5 25          | 8,6 12        | 7,6 9           | 7,5 10        | 2,4 0        | 6,6 8           | –                | –         | –       | 3,6 5      | 0,8 0    | 0,8 0  | –         |   |   |   |   |
| 7 oct 2022: Junts per Catalunya decideix sortir del Govern                                                                |                       |             |               |                          |                  |                  |               |                 |               |              |                 |                  |           |         |            |          |        |           |   |   |   |   |
| GESOP/CEO | 7 juny–7 jul 2022     | 2.000       | ?             | 25,0– 29,0 36/42         | 19,0– 23,0 31/37 | 14,0– 17,0 22/27 | 4,0– 6,0 4/8  | 4,0– 6,0 4/7    | 6,0– 8,0 8/12 | 4,0– 6,0 3/6 | 7,0– 10,0 9/14  | –                | –         | –       | –          | –        | –      | –         |   |   |   |   |
| ElectoPanel/Electomanía                                                                                                   | 15 abr–30 maig 2022   | 1.565       | ?             | 21,9 31                  | 23,2 38          | 16,6 26          | 9,2 12        | 7,3 8           | 7,5 10        | 2,7 0        | 6,0 7           | –                | –         | –       | 2,5 3      | 0,8 0    | 0,7 0  | –         |   |   |   |   |
| Feedback/El Nacional | 10–19 maig 2022       | 1.000       | 59,3          | 23,3 33/35               | 21,1 31/34       | 16,3 25/26       | 8,4 11/12     | 8,7 10/11       | 6,7 8/10      | 3,8 3/4      | 5,4 6/7         | –                | –         | 1,8 0   | –          | –        | –      | –         |   |   |   |   |
| Ipsos/La Vanguardia | 9–12 maig 2022        | ?           | 51            | 25,2 36                  | 20,8 33          | 15,7 25          | 9,3 12        | 7,6 9           | 7,8 10        | 3,5 3        | 5,8 7           | –                | –         | 1,5 0   | –          | –        | –      | –         |   |   |   |   |
| GESOP/CEO | 1–28 març 2022        | 2.000       | ?             | 23,0– 29,0 34/39         | 20,0– 25,0 33/38 | 13,0– 18,0 23/28 | q             | 6,0– 9,0 6/10   | 6,0– 9,0 8/11 | 2,0– 5,0 0/4 | 4,0– 8,0 6/8    | –                | –         | –       | –          | –        | –      | –         |   |   |   |   |
| ElectoPanel/Electomanía                                                                                                   | 30 ago–14 oct 2021    | 4.146       | ?             | 24,7 35                  | 24,6 38          | 18,0 27          | 7,2 10        | 6,5 7           | 6,9 10        | 2,6 0        | 6,3 8           | –                | –         | –       | –          | –        | –      | –         |   |   |   |   |
| GAD3/La Vanguardia | 20–22 set 2021        | 806         | 62,0          | 24,1 33/34               | 25,9 39/40       | 17,3 27          | 6,9 8/10      | 8,1 10          | 4,6 6/7       | 3,8 3        | 5,9 6/7         | –                | –         | 0,6 0   | –          | –        | –      | –         |   |   |   |   |
| ElectoPanel/Electomanía                                                                                                   | 31 maig–13 jul 2021   | 3.458       | ?             | 24,7 36                  | 23,4 35          | 19,5 31          | 7,1 8         | 6,3 7           | 7,4 10        | 2,2 0        | 6,7 8           | –                | –         | –       | –          | –        | –      | –         |   |   |   |   |
| Opinòmetre/CEO | 11–19 maig 2021       | 1.200       | 60            | 23,8 34/35               | 24,0 36/37       | 18,0 28/29       | 6,2 7/8       | 6,6 8/9         | 8,3 11/12     | 2,4 0/2      | 6,4 6/7         | –                | –         | –       | –          | –        | –      | –         |   |   |   |   |
| GESOP/El Periódico | 12–14 maig 2021       | 801         | ?             | 26,2 37/38               | 22,5 34/36       | 17,0 25/27       | 7,7 10/11     | 6,9 8/9         | 7,5 9/10      | 4,0 3/4      | 4,9 5/6         | –                | –         | 1,3 0   | –          | –        | –      | –         |   |   |   |   |
| GAD3/La Vanguardia | 11–12 maig 2021       | 800         | 56,0          | 25,4 36                  | 22,2 35          | 20,8 33          | 6,3 8         | 6,4 7           | 6,2 8         | 2,3 0        | 7,0 8           | –                | –         | 0,8 0   | –          | –        | –      | –         |   |   |   |   |
| NC Report/La Razón | 30 març–1 abr 2021    | 1.000       | 50,4          | 23,5 34                  | 22,4 34          | 19,2 31          | 8,1 12        | 6,7 8           | 6,9 9         | 3,1 2        | 5,4 5           | –                | –         | –       | –          | –        | –      | –         |   |   |   |   |
| |                       |             |               |                          |                  |                  |               |                 |               |              |                 |                  |           |         |            |          |        |           |   |   |   |   |
| Eleccions al Parlament de 2021                                                                                            | 14 feb 2021           | N/D         | 51,3          | 23,0 33                  | 21,3 33          | 20,1 32          | 7,7 11        | 6,9 8           | 6,7 9         | 5,6 6        | 3,8 3           | –                | –         | 2,7 0   | –          | –        | –      | –         |   |   |   |   |
| |                       |             |               |                          |                  |                  |               |                 |               |              |                 |                  |           |         |            |          |        |           |   |   |   |   |

#### Per circumscripcions
Barcelona
| Enquestadora/Client     | Data                  | Mostra | PSC                  | ERC                  | Junts        |           | ECP       | CUP       | CS        | PPC       | Aliança Catalana |           |     |     |   |
| ----------------------- | --------------------- | ------ | -------------------- | -------------------- | ------------ | --------- | --------- | --------- | --------- | --------- | ---------------- | --------- | --- | --- | - |
| Enquestadora/Client     | Data                  | Mostra | EM Analytics/VilaWeb | 26 abril–2 maig 2024 | ?            | – 29      | – 16      | – 16      | – 6       | – 4       | – 3              | –         | – 8 | – 3 | – |
| Infortécnica/Segre      | març-abril 2024       | ?      | – 25/26              | – 15/16              | – 17/18      | – 7       | – 4/5     | – 3/4     | – 0/3     | – 7/8     | – 0/3            | –         |     |     |   |
| EM Analytics/VilaWeb    | 26-30 abril 2024      | ?      | – 29                 | – 16                 | – 17         | – 6       | – 5       | – 4       | –         | – 8       | –                | –         |     |     |   |
| KeyData/Público         | 27 abril 2024         | ?      | – 28                 | – 16                 | – 16         | – 6       | – 6       | – 4       | –         | – 9       | –                | –         |     |     |   |
| EM Analytics/VilaWeb    | 26 abril 2024         | ?      | 29,2–30,4 27         | 17,8–18,5 16         | 19,3–20,1 18 | 7,3–7,6 7 | 5,7–5,9 5 | 4,9–5,2 4 | 1,0–1,0 0 | 9,0–9,4 8 | 2,3–2,4 0        | 0,8–0,8 0 |     |     |   |
| Feedback/El Nacional    | 19-24 abril 2024      | ?      | 28,3 26/27           | 15,9 15              | 20,1 18/19   | 8,0 7     | 6,8 6     | 4,1 3/4   | –         | 10,5 9/10 | –                | –         |     |     |   |
| SocioMétrica/El Español | 16–20 abril           | ?      | – 28                 | ?                    | ?            | ?         | ?         | ?         | –         | ?         | –                | –         |     |     |   |
| ElectoPanel/GMG         | 26 març–10 abril 2024 | ?      | 29,4–30,6 27         | 16,6–17,3 15         | 19,1–19,8 18 | 8,0–8,3 7 | 5,8–6,0 5 | 4,9–5,1 4 | 0,6–0,7 0 | 9,5–9,9 9 | 2,5–2,6 0        | –         |     |     |   |
| ElectoPanel/GMG         | 1–25 març 2024        | ?      | 29,1–30,3 27         | 17,6–18,4 16         | 18,4–19,2 17 | 8,1–8,4 7 | 5,8–6,1 5 | 5,6–5,8 5 | 0,5–0,6 0 | 9,0–9,4 8 | 2,3–2,4 0        | –         |     |     |   |
| Sigma Dos/El Mundo      | 14–22 març 2024       | ?      | – 26/27              | – 17                 | – 14/15      | – 6       | – 8       | – 4       | – 0       | – 9       | –                | –         |     |     |   |
| Ipsos/La Vanguardia     | 16–20 març 2024       | ?      | – 29                 | – 15                 | – 14         | – 6       | – 7       | – 4       | – 0       | – 10      | –                | –         |     |     |   |

Tarragona
| Enquestadora/Client     | Data                  | Mostra | PSC                  | ERC                  | Junts       |            | ECP       | CUP       | CS        | PPC         | Aliança Catalana |           |     |   |   |
| ----------------------- | --------------------- | ------ | -------------------- | -------------------- | ----------- | ---------- | --------- | --------- | --------- | ----------- | ---------------- | --------- | --- | - | - |
| Enquestadora/Client     | Data                  | Mostra | EM Analytics/VilaWeb | 26 abril–2 maig 2024 | ?           | – 5        | – 4       | – 4       | – 2       | –           | – 1              | –         | – 2 | – | – |
| Infortécnica/Segre      | març-abril 2024       | ?      | – 4/5                | – 4                  | – 4/5       | – 2        | – 0/1     | – 1       | –         | – 1         | –                | –         |     |   |   |
| EM Analytics/VilaWeb    | 26-30 abril 2024      | ?      | – 5                  | – 4                  | – 4         | – 2        | –         | – 1       | –         | – 2         | –                | –         |     |   |   |
| KeyData/Público         | 27 abril 2024         | ?      | – 5                  | – 4                  | – 4         | – 2        | –         | – 1       | –         | – 2         | –                | –         |     |   |   |
| EM Analytics/VilaWeb    | 26 abril 2024         | ?      | 23,5–24,5 5          | 21,5–22,4 4          | 21,0–21,9 4 | 8,9–9,2 2  | 3,6–3,8 0 | 5,4–5,6 1 | 0,8–0,9 0 | 9,7–10,1 2  | 2,2–2,3 0        | 0,9–0,9 0 |     |   |   |
| Feedback/El Nacional    | 19-24 abril 2024      | ?      | 25,2 5               | 17,4 3/4             | 21,5 4/5    | 9,5 2      | 5,1 1     | 4,2 0/1   | –         | 10,7 2      | –                | –         |     |   |   |
| SocioMétrica/El Español | 16–20 abril           | ?      | – 5                  | ?                    | ?           | ?          | ?         | ?         | –         | ?           | –                | –         |     |   |   |
| ElectoPanel/GMG         | 26 març–10 abril 2024 | ?      | 23,7–24,7 5          | 20,1–20,9 4          | 20,8–21,6 4 | 9,7–10,1 2 | 3,7–3,9 0 | 5,4–5,6 1 | 0,6–0,6 0 | 10,2–10,6 2 | 2,4–2,5 0        | –         |     |   |   |
| ElectoPanel/GMG         | 1–25 març 2024        | ?      | 23,4–24,4 5          | 21,2–22,1 4          | 20,0–20,8 4 | 9,8–10,2 2 | 3,7–3,9 0 | 6,1–6,3 1 | 0,5–0,5 0 | 9,6–10,0 2  | 2,2–2,3 0        | –         |     |   |   |
| Sigma Dos/El Mundo      | 14–22 març 2024       | ?      | – 6/7                | – 4                  | – 2/3       | – 2        | – 0       | – 1       | – 0       | – 2         | –                | –         |     |   |   |
| Ipsos/La Vanguardia     | 16–20 març 2024       | ?      | – 5                  | – 4                  | – 4         | – 1        | – 1       | – 1       | – 0       | – 2         | –                | –         |     |   |   |

Girona
| Enquestadora/Client     | Data                  | Mostra | PSC                  | ERC                  | Junts       |           | ECP       | CUP       | CS        | PPC       | Aliança Catalana |           |     |   |   |
| ----------------------- | --------------------- | ------ | -------------------- | -------------------- | ----------- | --------- | --------- | --------- | --------- | --------- | ---------------- | --------- | --- | - | - |
| Enquestadora/Client     | Data                  | Mostra | EM Analytics/VilaWeb | 26 abril–2 maig 2024 | ?           | – 4       | – 4       | – 6       | – 1       | –         | – 1              | –         | – 1 | – | – |
| Infortécnica/Segre      | març-abril 2024       | ?      | – 3/4                | – 3                  | – 7/8       | – 0/1     | –         | – 1/2     | –         | – 0/1     | –                | –         |     |   |   |
| EM Analytics/VilaWeb    | 26-30 abril 2024      | ?      | – 4                  | – 3                  | – 7         | – 1       | –         | – 1       | –         | – 1       | –                | –         |     |   |   |
| KeyData/Público         | 27 abril 2024         | ?      | – 3                  | – 4                  | – 7         | – 1       | –         | – 1       | –         | – 1       | –                | –         |     |   |   |
| EM Analytics/VilaWeb    | 26 abril 2024         | ?      | 18,2–18,9 3          | 19,5–20,3 4          | 36,2–37,6 7 | 5,9–6,2 1 | 3,0–3,2 0 | 7,3–7,6 1 | 0,5–0,6 0 | 4,6–4,8 1 | 1,2–1,3 0        | 1,0–1,1 0 |     |   |   |
| Feedback/El Nacional    | 19-24 abril 2024      | ?      | 21,7 4               | 17,3 3/4             | 29,5 6      | 6,8 1     | 4,9 0/1   | 5,79 1    | –         | 7,6 1     | –                | –         |     |   |   |
| SocioMétrica/El Español | 16–20 abril           | ?      | ?                    | ?                    | – 6         | ?         | ?         | ?         | –         | ?         | –                | –         |     |   |   |
| ElectoPanel/GMG         | 26 març–10 abril 2024 | ?      | 18,5–19,2 4          | 18,4–19,2 3          | 36,0–37,5 7 | 6,5–6,8 1 | 3,1–3,3 0 | 7,3–7,6 1 | 0,4–0,4 0 | 4,9–5,1 1 | 1,4–1,4 0        | –         |     |   |   |
| ElectoPanel/GMG         | 1–25 març 2024        | ?      | 18,2–19,0 3          | 19,5–20,3 4          | 34,7–36,1 7 | 6,6–6,9 1 | 3,1–3,3 0 | 8,3–8,6 1 | 0,3–0,3 0 | 4,6–4,8 1 | 1,2–1,3 0        | –         |     |   |   |
| Sigma Dos/El Mundo      | 14–22 març 2024       | ?      | – 3                  | – 3                  | – 7         | – 1       | – 1       | – 2       | – 0       | – 1       | –                | –         |     |   |   |
| Ipsos/La Vanguardia     | 16–20 març 2024       | ?      | – 4                  | – 3                  | – 6         | – 1       | – 1       | – 1       | – 0       | – 1       | –                | –         |     |   |   |

Lleida
| Enquestadora/Client     | Data                  | Mostra | PSC                  | ERC                  | Junts       |           | ECP       | CUP       | CS        | PPC       | Aliança Catalana |           |     |   |   |
| ----------------------- | --------------------- | ------ | -------------------- | -------------------- | ----------- | --------- | --------- | --------- | --------- | --------- | ---------------- | --------- | --- | - | - |
| Enquestadora/Client     | Data                  | Mostra | EM Analytics/VilaWeb | 26 abril–2 maig 2024 | ?           | – 3       | – 4       | – 5       | – 1       | –         | – 1              | –         | – 1 | – | – |
| Infortécnica/Segre      | març-abril 2024       | ?      | 22,1 3/4             | 25,0 4               | 38,2 6      | 5,9 0/1   | – 0       | 2,9 0/1   | – 0       | 5,0 0/1   | – 0              | –         |     |   |   |
| EM Analytics/VilaWeb    | 26-30 abril 2024      | ?      | – 3                  | – 4                  | – 5         | – 1       | –         | – 1       | –         | – 1       | –                | –         |     |   |   |
| KeyData/Público         | 27 abril 2024         | ?      | – 3                  | – 4                  | – 5         | – 1       | –         | – 1       | –         | – 1       | –                | –         |     |   |   |
| EM Analytics/VilaWeb    | 26 abril 2024         | ?      | 17,8–18,6 3          | 23,6–24,6 4          | 30,8–32,0 5 | 5,3–5,5 1 | 2,4–2,5 0 | 5,9–6,1 1 | 0,5–0,5 0 | 8,1–8,4 1 | 1,6–1,6 0        | 1,5–1,6 0 |     |   |   |
| Feedback/El Nacional    | 19-24 abril 2024      | ?      | 21,7 4               | 19,4 3/4             | 27,9 5/6    | 6,7 1     | –         | 4,7 0/1   | –         | 9,0 1     | –                | –         |     |   |   |
| SocioMétrica/El Español | 16–20 abril           | ?      | ?                    | ?                    | – 5         | ?         | ?         | ?         | –         | ?         | 1                | –         |     |   |   |
| ElectoPanel/GMG         | 26 març–10 abril 2024 | ?      | 18,3–19,0 3          | 22,4–23,3 4          | 30,8–32,1 5 | 5,9–6,1 1 | 2,5–2,6 0 | 6,0–6,2 1 | 0,3–0,4 0 | 8,6–9,0 1 | 1,7–1,8 0        | –         |     |   |   |
| ElectoPanel/GMG         | 1–25 març 2024        | ?      | 18,0–18,7 3          | 23,6–24,6 4          | 29,7–30,9 5 | 5,9–6,2 1 | 2,5–2,6 0 | 6,8–7,0 1 | 0,3–0,3 0 | 8,1–8,5 1 | 1,6–1,6 0        | –         |     |   |   |
| Sigma Dos/El Mundo      | 14–22 març 2024       | ?      | – 4                  | – 3/4                | – 3/4       | – 1       | – 0/1     | – 0       | – 0       | – 1/2     | –                | –         |     |   |   |
| Ipsos/La Vanguardia     | 16–20 març 2024       | ?      | – 3                  | – 4                  | – 5         | – 1       | – 0       | – 0       | – 0       | – 2       | –                | –         |     |   |   |

## Campanya electoral
El període de campanya electoral té lloc entre el 26 d'abril i el 10 de maig de 2024. L'inici de la campanya va quedar condicionada per l'anunci que el 25 d'abril va fer el president del govern espanyol Pedro Sánchez que s'estava plantejant la seva dimissió. Junts va anunciar que la seva campanya la faria majoritàriament a Catalunya del Nord, on es va traslladar Carles Puigdemont.
El divendres 26 d'abril va tenir lloc el primer debat, a RAC1, que va marcar l'inici de la campanya, i la millora del sistema de finançament marca el primer debat de la campanya va ser un compromís del PP, Comuns, ERC, el PSC i Junts. Respecta als possibles pactes postelectorals, Salvador Illa (PSC) va descartar ser obtenir la presidència amb el suport del PP, partit amb el què no descarta assolir pactes puntuals, mentre Josep Rull (CAT-JUNTS+) va demanar que el bloc sobiranista tingués majoria i poder-la fer-la operativa, Jéssica Albiach (Comuns Sumar) va optar per un govern progressista, i Laia Estrada (CUP-DT) no descartava entrar en un govern.

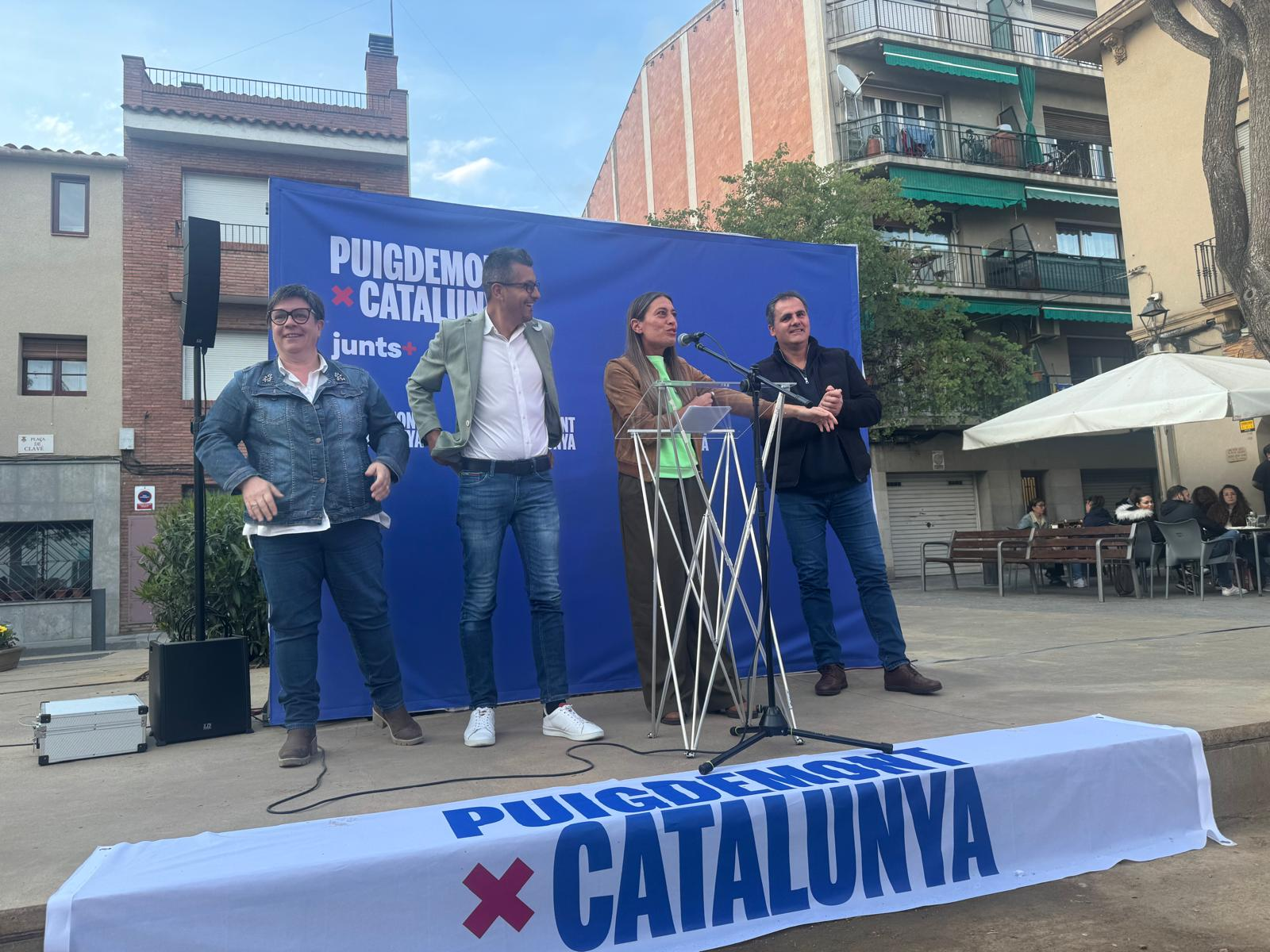
Acte de Junts a Rubí

El dissabte 27, segon dia de campanya, va estar marcat per l'assistència de Salvador Illa al comitè federal del PSOE devant situació d'incertesa creixent davant la possible renúncia Pedro Sánchez, i la tolerància del PSOE a la guerra judicial quan no els afectava a ells.
El diumenge 28 el president espanyol va absentar-se de l'acte que van protagornitzar Salvador Illa i Jordi Hereu, i VOX i PP van demanar al president la convocatòria d'eleccions. Els candidats d'Esquerra es van desplaçar a Ginebra per trobar-se amb els exiliats Marta Rovira i Ruben Wagensberg. Laura Borràs va recordar que als juntaires se'ls ha calumniat, difamat, condemnat i fet de tot. Els comuns defensen el govern de coalició espanyol.
El dilluns 29 va estar marcat per l'anunci del President del govern espanyol que es queda al capdavant de l'executiu, l'expedient que li va obrir a Pedro Sánchez la Junta Electoral Central per fer declaracions favorables al candidat del PSC, i la suspensió durant dos dies de la campanya de Carles Puigdemont per la mort de la seva mare. Es va fer el debat electoral centrat en l'economia organitzat per On Economia, en què els partits van proposar mesures per lluitar contra la crisi de preus de l'habitatge.
El 30 d'abril va estar marcat per les reaccions a l'anunci de Pedro Sanchez i la seva estratègia contra la guerra judicial.
L'1 de maig va estar marcat per la reincorporació de Puigdemont a la campanya, amb un nou acte a Argelers amb Xavier Trias, i per l'aparició de Sanchez amb Illa a la Fira d'Abril de Catalunya, i per la manifestació de Comissions Obreres i UGT en commemoració de l'1 de maig a Barcelona, amb 5.000 assistents.
El 2 de maig va tenir lloc el segon debat dels candidats, a RTVE Catalunya a Sant Cugat del Vallès en què els pactes postelectorals van centrar el discurs, amb el PSC manifestant la disposició al pacte amb Junts i aquestst descartant fer president a Illa, mentre Pere Aragonès es queixava que Junts i el PSC han dificultat l'acció del seu govern votat més vegades en el Parlament igual que diferent.
El 3 de maig Salvador Illa va descartar un pacte amb Junts o fer president un candidat independentista, mentre els expresidents Puigdemont i Aragonès s'intercanvien retrets. A la jornada va destacar el menysteniment i deshumanització de Matías Carnero, president d'UGT Catalunya que tanca la llista del PSC a Barcelona envers Puigdemont, i per les que el PSC va haver de demanar disculpes.

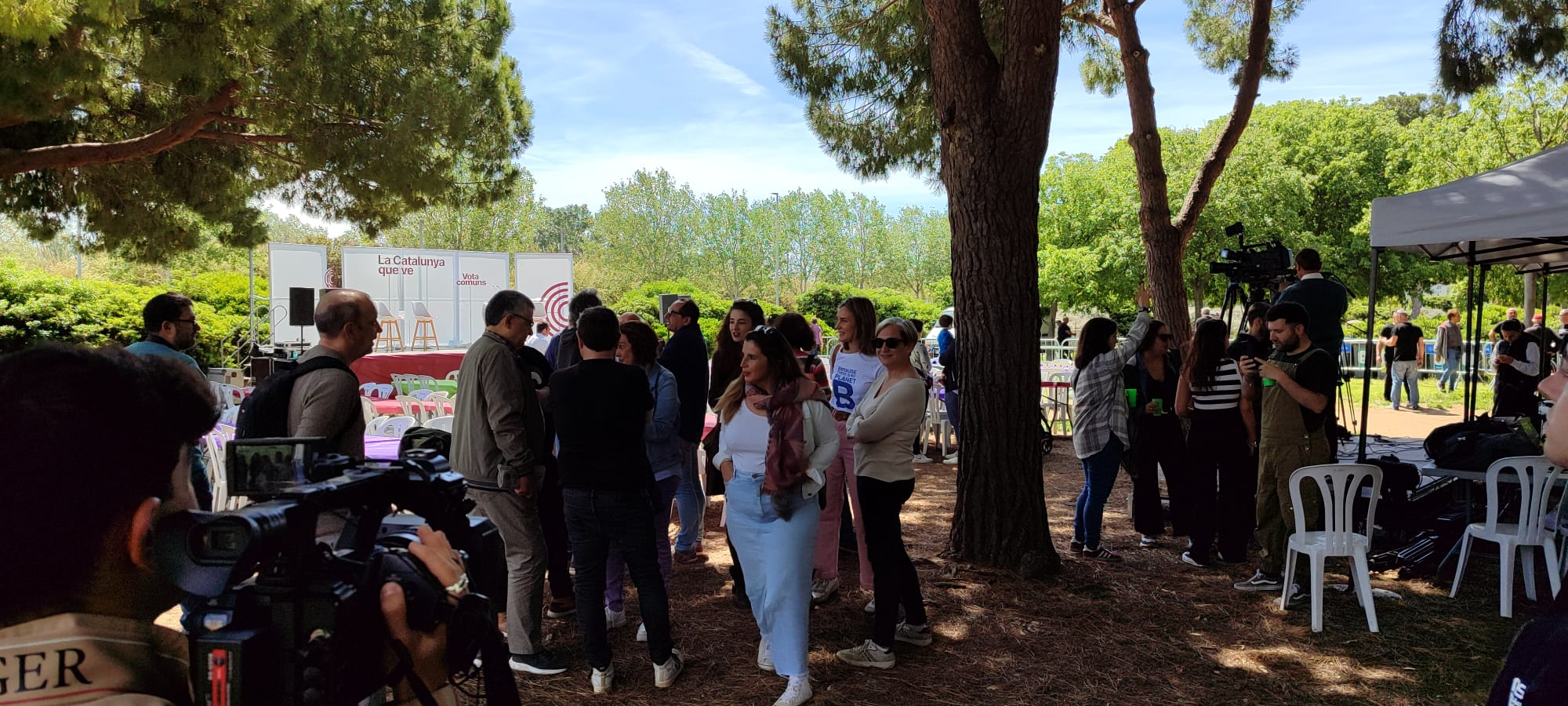
Jéssica Albiach i Ada Colau en un acte al Parc Nou del Prat

El 4 de maig es van fer els actes centrals, el del PSC a Montmeló amb Pedro Sánchez i Salvador Illa, Esquerra a Pineda de Mar amb Oriol Junqueras i Laura Vilagrà, Junts a Argelers amb Carles Puigdemont, Comuns Sumar al Prat de Llobregat amb Jéssica Albiach, Vox a Salt amb Ignacio Garriga, la CUP a Girona amb Laia Estrada, Lluc Salellas i Albert Botran, Ciutadans al Parc del Fòrum amb Carlos Carrizosa i el Partit Popular a Badalona amb Alejandro Fernández amb Alberto Núñez Feijóo i Xavier García Albiol.
El 5 de maig va estar marcat per la publicació d'una desena d’enquestes el darrer dia autoritzat, que tot i marcar un escenari molt obert, indiquen tendències clares compartides per la gran majoria d’estimacions, que mostren destacat al PSC, i en segon lloc a Junts, que progressivament eixampla la distància amb Esquerra.
El debat del dia 6, emès en castellà a La Sexta i Onda Cero per tot Espanya, va estar marcat per les picabaralles entre els candidats de PSC, Junts i Esquerra, i la manca d'acord per governar.
El 8 de maig tots els partits van rebutjar l'Oferta pública d'adquisició hostil del Banco Bilbao Vizcaya Argentaria sobre el Banco de Sabadell, i ERC, PSC, Junts, CUP i comuns van comprometre's a pactar ni amb Vox ni amb Aliança Catalana (AC) ni acceptar ni per acció ni per omissió els seus vots per aconseguir la investidura o formar govern.
El dijous 8 de maig va tenir lloc l'acte més multitudinari de la campanya d'Esquerra, que va reunir 1.600 persones al Palau de Congressos de Barcelona.
El 9 de maig es va suspendre el debat previst l'endemà a la Cadena SER perquè el PP va declinar i a continuació ho va fer Junts després que la JEC va resoldre que s'hi havia d'incloure la CUP i Ciutadans, que havien presentat recurs per la seva exclusió.

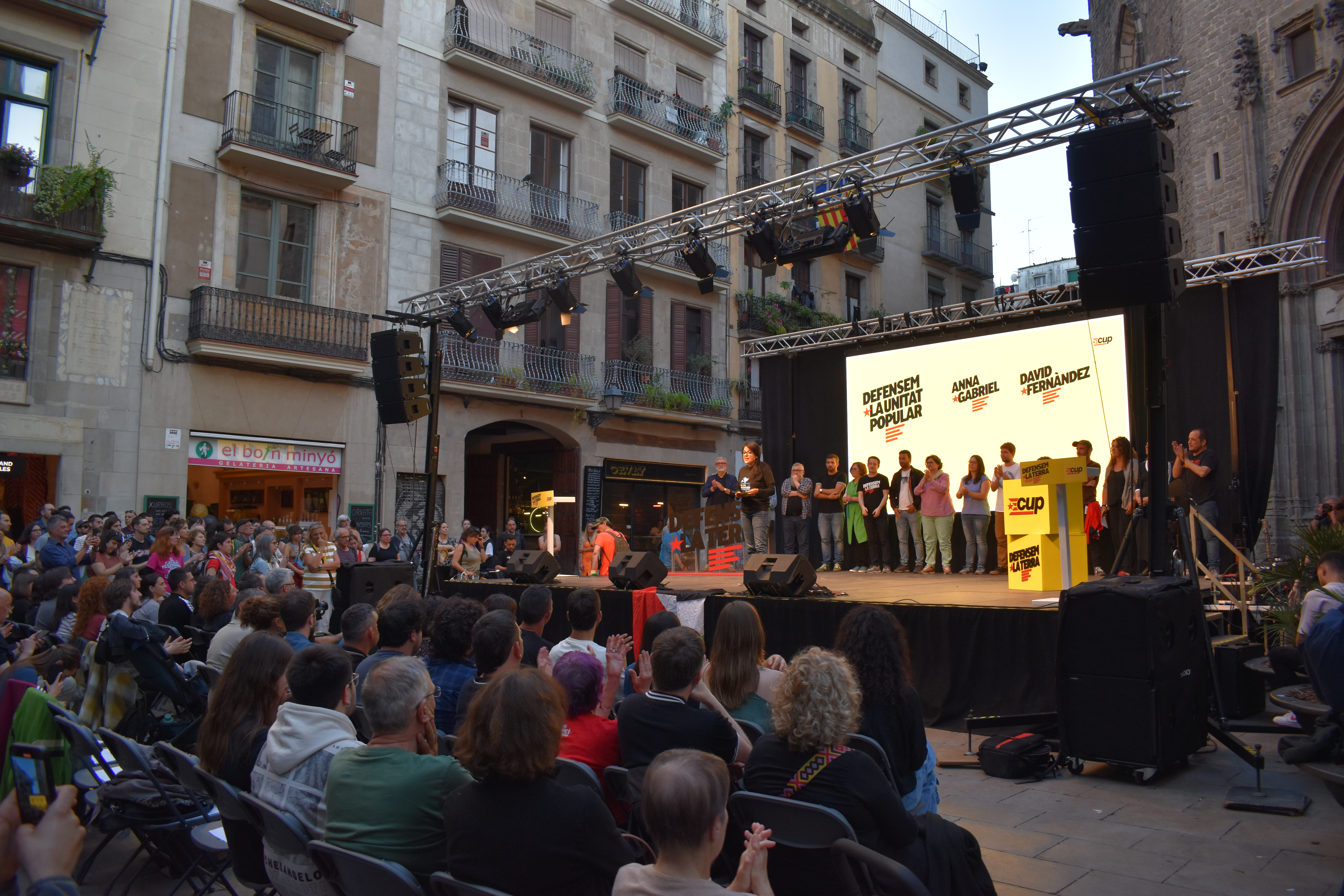
Míting final de campanya de la CUP al Passeig del Born de Barcelona

Els actes de cloenda de campanya van ser el del PSC amb Salvador Illa i Pedro Sánchez 3.500 assistents al Pavelló Municipal d'Esports de la Vall d'Hebron, i 500 persones més seguint l'acte en pantalles a l'exterior, Esquerra al Moll de Costa de Tarragona amb Pere Aragonès, Oriol Junqueras, Raquel Sans, Gabriel Rufián i Diana Riba amb 500 assistents, Junts va reunir 3.500 persones a les Antigues Escoles d'Elna per escoltar Carles Puigdemont, els comuns van aplegar 500 persones a la plaça de Catalunya de Cornellà amb Jéssica Albiach, Yolanda Díaz, Ernest Urtasun, Ada Colau i Jaume Asens, la CUP va reunir uns centenars d'assistents al Passeig del Born de Barcelona, amb Laia Estrada, Anna Gabriel i David Fernàndez, el PP va reunir Alejandro Fernández i Alberto Núñez Feijóo a l'Hospitalet de Llobregat, Ciutadans va tancar la campanya amb Carlos Carrizosa, amb una cinquantena d'assistents al terrat de l'hotel Ciutat de Barcelona, i Vox va reunir a la plaça Artós de Barcelona a Ignacio Garriga i Santiago Abascal i al trànsfuga Juan Carlos Girauta.

### Sancions de la JEC
La Junta Electoral Central (JEC), l'òrgan espanyol encarregat de supervisar els processos electorals a l'estat espanyol, va obrir diversos expedients. El 17 d'abril va prohibir, degut a una denúncia de Ciutadans, que els mitjans de la Corporació Catalana de Mitjans Audiovisuals poguessin emprar les paraula exili o exiliats.
La JEC ve resoldre que l'associació Deba-t inclogués Vox en el debat electoral que va organitzat en 30 d'abril a la Universitat Pompeu Fabra i al qual van ser convidats la resta dels partits amb representació al parlament. El debat no es va poder dur a terme pel boicot dels militants de Vox.
La JEC també va obrir un expedient al president del Govern espanyol, Pedro Sánchez per les seves declaracions favorables al candidat del seu partit, Salvador Illa, en una roda de premsa celebrada a Doha el 3 d'abril, i també al conseller de Salut de la Generalitat de Catalunya, Manel Balcells, per haver anunciat futures ampliacions i valorar algunes millores que s'han fet als diferents centres sanitaris que va visitar entre els dies 10 i 22 d'abril. En tots dos casos, també van ser per fets que van succeir abans de la campanya electoral, però després de la convocatòria de les eleccions. Per això, la JEC hi va veure una vulneració, entre altres coses, de l'article 50.2 del LOREG, que és el següent:
| «                                                                                     | Des de la convocatòria de les eleccions i fins que se celebrin queda prohibit qualsevol acte organitzat o finançat, directament o indirectament, pels poders públics que contingui al·lusions a les realitzacions o als èxits obtinguts, o que utilitzi imatges o expressions coincidents o similars a les utilitzades en les seves pròpies campanyes per alguna de les entitats polítiques concurrents a les eleccions | » |
| — Article 50.2 de la Llei orgànica 5/1985, de 19 de juny, del règim electoral general | |   |

El 6 de maig la JEC va ordenar a Radiotelevisió Espanyola a compensar la resta de partits polítics per la durada d'una entrevista al president del Govern durant el Telediario del 29 d'abril, que es va fer efectiva entrevistant tots els candidats en format equivalent i horari anàleg pel Canal 24 Horas.

### Debats electorals
El divendres 26 d'abril a RAC1, el primer debat de la campanya confrontà a l'auditori de ONCE a Barcelona Salvador Illa (PSC), Pere Aragonès (ERC), Josep Rull (CAT-JUNTS+), Ignacio Garriga (Vox), Laia Estrada (CUP-DT), Jéssica Albiach (Comuns Sumar), Carlos Carrizosa (Ciutadans) i Alejandro Fernández (PP), moderat per Jordi Basté i Enric Sierra.
El dilluns 29 d'abril va tenir lloc el debat electoral centrat en l'economia amb Alícia Romero pel PSC, Natàlia Mas per ERC, Josep Rull per CAT-JUNTS+, Laure Vega per la CUP, Joan Carles Gallego per Comuns Sumar i Santi Rodríguez pel PP, moderat pel periodista Xavier Alegret, director adjunt d'On Economia.
Es van celebrar debats territorials amb els candidats de les formacions polítiques amb representació al Parlament per a les províncies de Lleida (29 d'abril), Girona (30 d'abril) i Tarragona (3 de maig), moderats per Xavier Grasset i Marta Romagosa, gravats a les instal·lacions de TV3 a Sant Joan Despí i emesos simultàniament al canal 324, a Catalunya Informació i al 324.cat.
El dijous 2 de maig va tenir lloc el segon debat electoral dels candidats, amb la presència de Salvador Illa (PSC), Pere Aragonès (ERC), Josep Rull (Junts +), Ignacio Garriga (VOX), Laia Estrada (CUP-DT), Jéssica Albiach (Comuns Sumar), Carlos Carrizosa (Ciutadans) i Alejandro Fernández (PPC) als estudis de RTVE Catalunya a Sant Cugat del Vallès, emès per La 1 i Ràdio 4, moderat pels periodistes Gemma Nierga i Xabier Fortes.

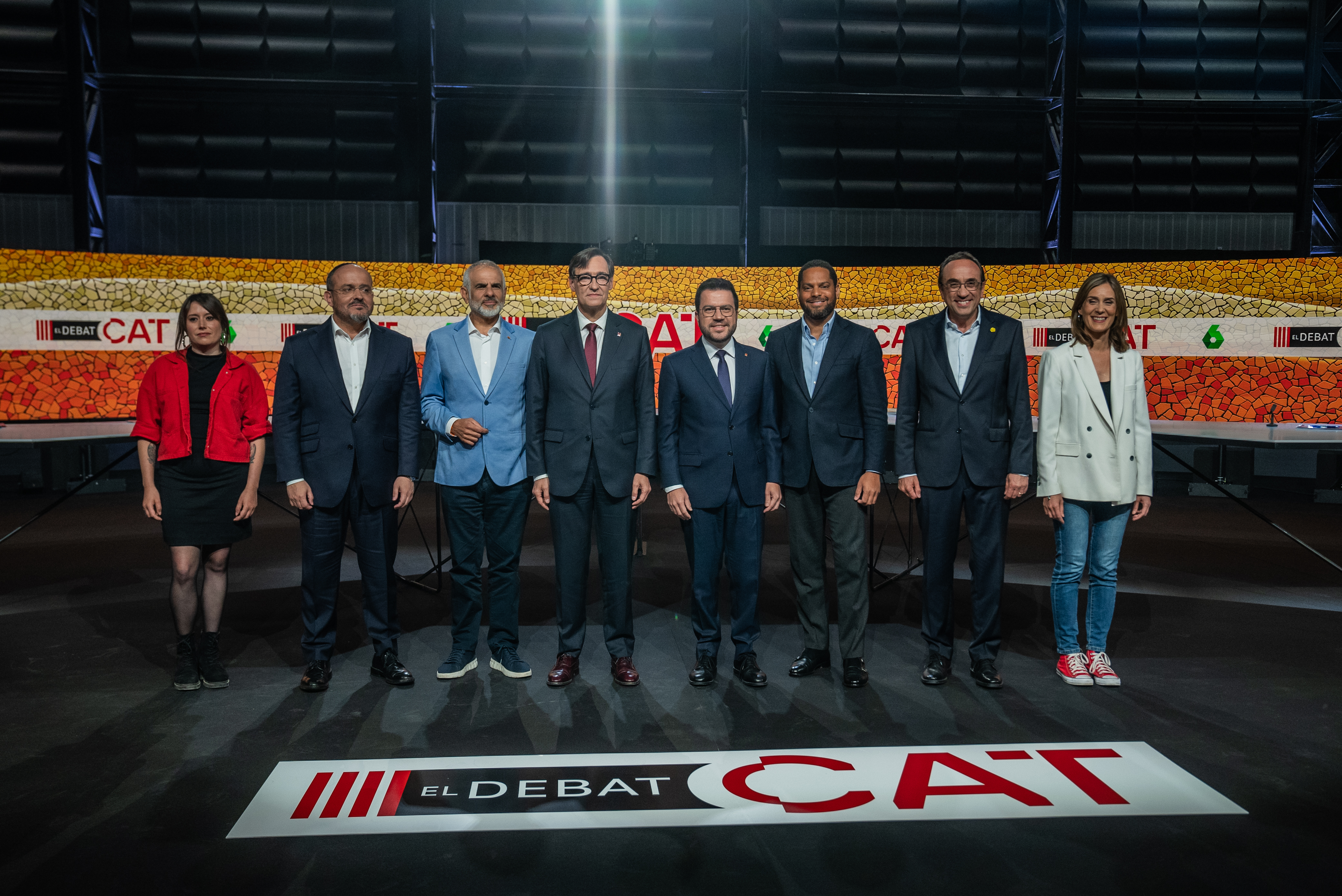
Els participants al debat de La Sexta i Onda Cero d'esquerra a dreta: Laure Vega (CUP-DT), Alejandro Fernández (PP), Carlos Carrizosa (Ciutadans), Salvador Illa (PSC), Pere Aragonès (ERC), Ignacio Garriga (Vox), Josep Rull (CAT-JUNTS+) i Jéssica Albiach (Comuns Sumar)

La Sexta i Onda Cero va fer un debat en castellà i emès a tot Espanya el 6 de maig amb Salvador Illa (PSC), Pere Aragonès (ERC), Ignacio Garriga (Vox), Josep Rull (CAT-JUNTS+), Laure Vega (CUP-DT), Jèssica Albiach (Comuns Sumar), Carlos Carrizosa (Ciutadans) i Alejandro Fernández (PP).
TV3, el 324, Catràdio i el portal 324.cat van oferir simultàniament el dimarts 7 de maig el debat electoral conjunt amb els candidats designats de les formacions amb representació al Parlament: PP, Cs, Comuns, CUP, VOX, Junts, ERC i PSC. El debat va tenir lloc a les instal·lacions de TV3 a Sant Joan Despí després del TN Vespre, moderat per Ariadna Oltra.
El divendres 10 de maig hi havia previst un debat a la Cadena SER amb la participació Salvador Illa (PSC), Pere Aragonès (ERC), Josep Rull (Junts), Jéssica Albiach (Comuns) i Alejandro Fernández (PP), però la CUP i Ciutadans van presentar recurs per la seva exclusió a la junta electoral, que els va donar la raó i va comunicar que se'ls havia d'incloure, i finalment el PP va declinar i a continuació ho va fer Junts.

## Jornada electoral

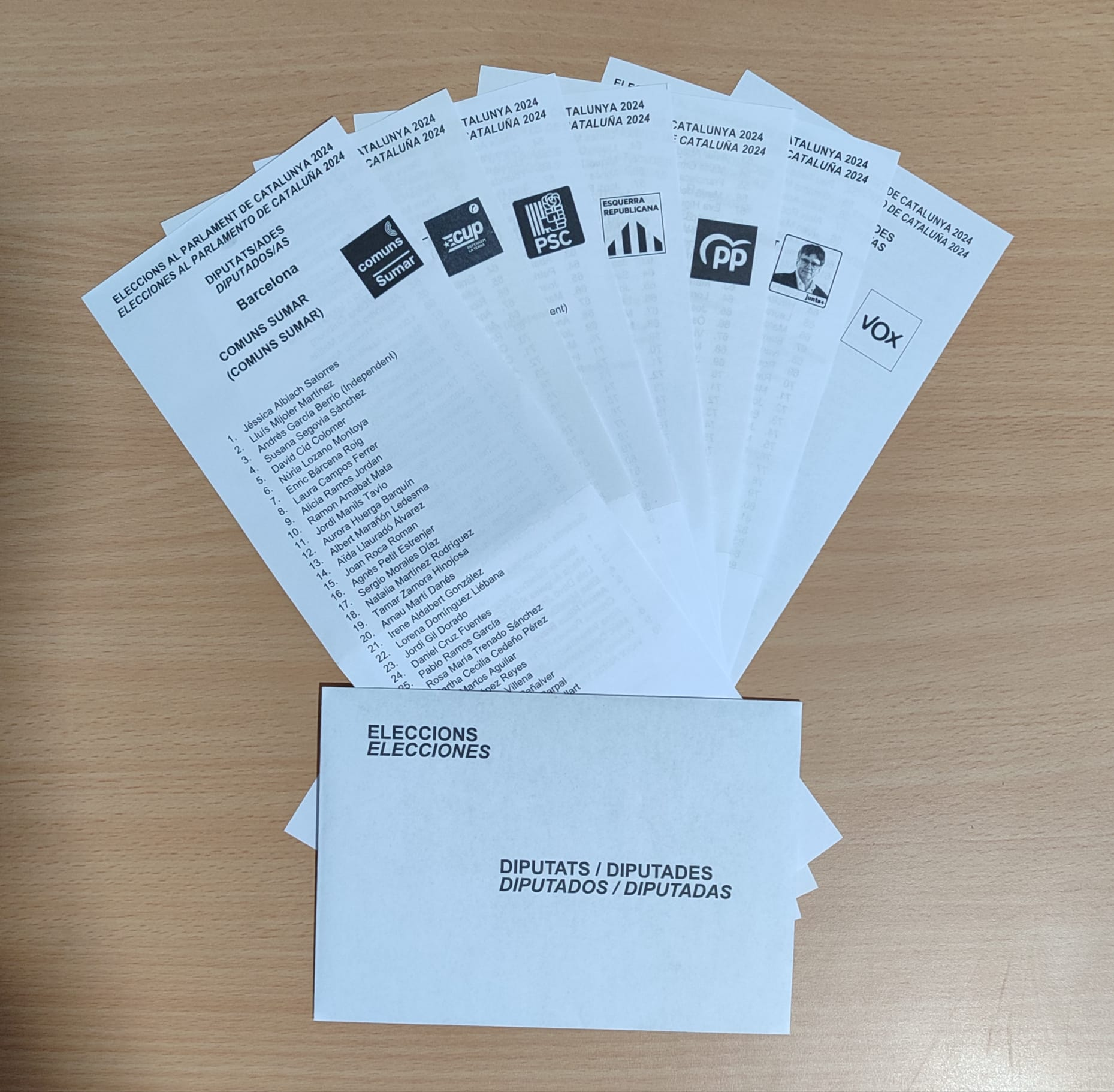
Paperetes de la circunscripció de Barcelona dels partits més destacats en les enquestes

Els col·legis electorals van obrir amb normalitat i sense incidències destacades. Tanmateix, amb motiu d'un nou incident que va deixar sense servei la xarxa de Rodalies de Catalunya, Esquerra va demanar l'allargament de les votacions una hora als municipis afectats i Junts van demanar l'allargament a tot Catalunya tanta estona com es trigui a restablir el servei, però no més enllà de la mitjanit. Totes dues reclamacions van ser desestimades per les Juntes electorals provincials, en les quals la JEC havia delegat la decisió.

### Participació
La participació a les eleccions a les 13 h va ser del 26,91%, 4,14 punts més que a la mateixa hora a les eleccions de 2021. Han votat el 8,3% dels catalans censats a l’estranger. A les 18h la participació era del 45,80%, un augment del 0,19% respecte la participació a la mateixa hora en 2021. 3.130.910 persones han votat, un 57,97%, més de 6,68 punts més que a les eleccions del 2021. El recompte finalitza amb el dels residents a l'estranger, que finalitza el 17 de maig.
| Província | Hora   | Hora   | Hora  | Hora   | Hora   | Hora  | Hora   | Hora   | Hora  |
| Província | 13:00  | 13:00  | 13:00 | 18:00  | 18:00  | 18:00 | 20:00  | 20:00  | 20:00 |
| Província | 2021   | 2024   | +/–   | 2021   | 2024   | +/–   | 2021   | 2024   | +/–   |
| --------- | ------ | ------ | ----- | ------ | ------ | ----- | ------ | ------ | ----- |
| Barcelona | 22,48% | 26,98% | 4,50% | 45,81% | 46,22% | 0,41% | 51,40% | 58,53% | 7,13% |
| Girona    | 24,30% | 27,35% | 3,05% | 46,99% | 45,82% | 1,17% | 51,40% | 57,23% | 5,83% |
| Lleida    | 24,18% | 25,39% | 1,21% | 45,95% | 43,37% | 2,58% | 51,92% | 56,42% | 4,50% |
| Tarragona | 22,68% | 26,66% | 3,98% | 42,77% | 44,07% | 1,30% | 48,85% | 55,51% | 2,58% |
| Total     | 22,77% | 26,91% | 4,14% | 45,61% | 45,80% | 0,19% | 51,29% | 57,97% | 6,68% |
| Fonts     |        |        |       |        |        |       |        |        |       |

La participació va ser la quarta més baixa d'entre les diferents eleccions al Parlament, 6,66% més alta que les anteriors del 2021 convocades en un període excepcional per la pandèmia de covid-19. Si s'exceptua el 2021, no es produïa una participació tan baixa des del 2006 (56,04%) i, abans, el 1992 (54,8%).

## Resultats
El PSC guanya en escons i vots amb 42 diputats amb l'escenari incert d'un Parlament molt dividit, i en què dels partits independentistes només Junts+ aconsegueix pujar, aconseguint els millors resultats de la seva història pujant fins als 35 escons mentre que l'ERC i la CUP s'enfonsen amb 20 i 4 escons. El PP aconsegueix ser la quarta força del parlament és el PP passant de tres a quinze diputats, Vox es manté en onze escons i els Comuns Sumar cauen fins als sis. Aliança Catalana entra en la cambra per primer cop amb dos diputats, i Ciutadans desapareix del Parlament set anys després de guanyar les eleccions.
Segons els càlculs dels transvasaments de vots respecte les eleccions de 2021, Esquerra va perdre molta part dels antics votants a mans del PSC i en menor quantitat a l'abstenció i a Junts, mentre que els socialistes i Vox van aconseguir incorporar molt vot anteriorment abstencionista, i el PP la major part del votant de Ciutadans i una part del de Vox, mentre que Junts es feia amb el del PDECat.
| |                                               |                                                |
| \| \| CUP-DT (4) Comuns Sumar (6) ERC (20) PSC (42) \| Junts+Puigdemont (35) PPC (15) Vox (11) AC (2) \| |                                               |                                                |
| | CUP-DT (4) Comuns Sumar (6) ERC (20) PSC (42) | Junts+Puigdemont (35) PPC (15) Vox (11) AC (2) |

En la nit electoral, Salvador Illa va assegurar que es presentarà a la investidura, Carles Puigdemont s'ha reivindicat com l'únic que pot encapçalar un govern independentista allargant la mà a l'ERC amb l'abstenció socialista, i Pere Aragonès ha reconegut la desfeta electoral passa a l'oposició.

### Resultats globals
| 57,94% | ' |

| 57,94% | ' |

### Resultat per comarca
| Resultat per comarca | Resultat per comarca | Resultat per comarca | Resultat per comarca | Resultat per comarca | Resultat per comarca | Resultat per comarca | Resultat per comarca | Resultat per comarca | Resultat per comarca | Resultat per comarca | Resultat per comarca | Resultat per comarca | Resultat per comarca | Resultat per comarca | Resultat per comarca | Resultat per comarca | Resultat per comarca | Resultat per comarca |
| Comarca              | PSC                  | ERC                  | Junts                |                      | ECP                  | CUP                  | CS                   | PPC                  | Aliança Catalana     | PACMA                |                      | FO                   | PCTC                 | RC                   | PUM+J                | IZQP                 | FNC                  | CNV                  |
| -------------------- | -------------------- | -------------------- | -------------------- | -------------------- | -------------------- | -------------------- | -------------------- | -------------------- | -------------------- | -------------------- | -------------------- | -------------------- | -------------------- | -------------------- | -------------------- | -------------------- | -------------------- | -------------------- |
| l'Alt Camp           | 3.804                | 3171                 | 5.637                | 1361                 | 573                  | 1159                 | 57                   | 1301                 | 898                  | 167                  | 72                   | 44                   | 18                   | 14                   | 9                    | 9                    | 39                   | 9                    |
| l'Alt Empordà        | 9.773                | 5.762                | 14.595               | 4.296                | 1.357                | 1.954                | 180                  | 4.028                | 5058                 | 510                  | 199                  | 83                   | 62                   | 36                   | 34                   | -                    | -                    | -                    |
| l'Alt Penedès        | 11.806               | 8.310                | 14.131               | 2.722                | 2.079                | 3.143                | 184                  | 3.067                | 2.311                | 474                  | 257                  | 164                  | 59                   | 25                   | 25                   | 19                   | -                    | -                    |
| l'Alt Urgell         | 1.825                | 1.417                | 2.614                | 369                  | 186                  | 552                  | 15                   | 550                  | 374                  | -                    | 32                   | 15                   | 10                   | 10                   | 12                   | -                    | 2                    | -                    |
| l'Alta Ribagorça     | 489                  | 299                  | 421                  | 57                   | 76                   | 99                   | 0                    | 110                  | 75                   | -                    | 4                    | 7                    | 2                    | 3                    | 2                    | -                    | 1                    | -                    |
| l'Anoia              | 13.593               | 8.059                | 12.596               | 4.828                | 2.134                | 2.462                | 282                  | 4.167                | 5.189                | 626                  | 222                  | 192                  | 81                   | 49                   | 45                   | 44                   | -                    | -                    |
| l'Aran               | 1299                 | 346                  | 488                  | 343                  | 100                  | 86                   | 22                   | 675                  | 62                   | -                    | 5                    | 18                   | 9                    | 0                    | 8                    | -                    | 1                    | -                    |
| el Bages             | 17.099               | 11.275               | 21.910               | 5.229                | 2.732                | 3.968                | 189                  | 4.831                | 6.469                | 649                  | 444                  | 217                  | 85                   | 41                   | 37                   | 23                   | -                    | -                    |
| el Baix Camp         | 18.385               | 10.994               | 17.093               | 8.521                | 2.837                | 3.451                | 476                  | 9.252                | 3.212                | 865                  | 309                  | 232                  | 118                  | 35                   | 48                   | 47                   | 43                   | 34                   |
| el Baix Ebre         | 6.746                | 6.447                | 7.319                | 1.818                | 989                  | 1.023                | 101                  | 2.187                | 1.452                | 195                  | 77                   | 59                   | 20                   | 22                   | 21                   | 12                   | 7                    | 28                   |
| el Baix Empordà      | EN CONTRICIÓ         | EN CONTRICIÓ         | EN CONTRICIÓ         | EN CONTRICIÓ         | EN CONTRICIÓ         | EN CONTRICIÓ         | EN CONTRICIÓ         | EN CONTRICIÓ         | EN CONTRICIÓ         | EN CONTRICIÓ         | EN CONTRICIÓ         | EN CONTRICIÓ         | EN CONTRICIÓ         | EN CONTRICIÓ         | EN CONTRICIÓ         | EN CONTRICIÓ         | EN CONTRICIÓ         | EN CONTRICIÓ         |
| el Baix Llobregat    | EN CONTRICIÓ         | EN CONTRICIÓ         | EN CONTRICIÓ         | EN CONTRICIÓ         | EN CONTRICIÓ         | EN CONTRICIÓ         | EN CONTRICIÓ         | EN CONTRICIÓ         | EN CONTRICIÓ         | EN CONTRICIÓ         | EN CONTRICIÓ         | EN CONTRICIÓ         | EN CONTRICIÓ         | EN CONTRICIÓ         | EN CONTRICIÓ         | EN CONTRICIÓ         | EN CONTRICIÓ         | EN CONTRICIÓ         |
| el Baix Penedès      | EN CONTRICIÓ         | EN CONTRICIÓ         | EN CONTRICIÓ         | EN CONTRICIÓ         | EN CONTRICIÓ         | EN CONTRICIÓ         | EN CONTRICIÓ         | EN CONTRICIÓ         | EN CONTRICIÓ         | EN CONTRICIÓ         | EN CONTRICIÓ         | EN CONTRICIÓ         | EN CONTRICIÓ         | EN CONTRICIÓ         | EN CONTRICIÓ         | EN CONTRICIÓ         | EN CONTRICIÓ         | EN CONTRICIÓ         |
| el Barcelonès        | EN CONTRICIÓ         | EN CONTRICIÓ         | EN CONTRICIÓ         | EN CONTRICIÓ         | EN CONTRICIÓ         | EN CONTRICIÓ         | EN CONTRICIÓ         | EN CONTRICIÓ         | EN CONTRICIÓ         | EN CONTRICIÓ         | EN CONTRICIÓ         | EN CONTRICIÓ         | EN CONTRICIÓ         | EN CONTRICIÓ         | EN CONTRICIÓ         | EN CONTRICIÓ         | EN CONTRICIÓ         | EN CONTRICIÓ         |
| el Berguedà          | EN CONTRICIÓ         | EN CONTRICIÓ         | EN CONTRICIÓ         | EN CONTRICIÓ         | EN CONTRICIÓ         | EN CONTRICIÓ         | EN CONTRICIÓ         | EN CONTRICIÓ         | EN CONTRICIÓ         | EN CONTRICIÓ         | EN CONTRICIÓ         | EN CONTRICIÓ         | EN CONTRICIÓ         | EN CONTRICIÓ         | EN CONTRICIÓ         | EN CONTRICIÓ         | EN CONTRICIÓ         | EN CONTRICIÓ         |
| la Cerdanya          | EN CONTRICIÓ         | EN CONTRICIÓ         | EN CONTRICIÓ         | EN CONTRICIÓ         | EN CONTRICIÓ         | EN CONTRICIÓ         | EN CONTRICIÓ         | EN CONTRICIÓ         | EN CONTRICIÓ         | EN CONTRICIÓ         | EN CONTRICIÓ         | EN CONTRICIÓ         | EN CONTRICIÓ         | EN CONTRICIÓ         | EN CONTRICIÓ         | EN CONTRICIÓ         | EN CONTRICIÓ         | EN CONTRICIÓ         |
| la Conca de Barberà  | EN CONTRICIÓ         | EN CONTRICIÓ         | EN CONTRICIÓ         | EN CONTRICIÓ         | EN CONTRICIÓ         | EN CONTRICIÓ         | EN CONTRICIÓ         | EN CONTRICIÓ         | EN CONTRICIÓ         | EN CONTRICIÓ         | EN CONTRICIÓ         | EN CONTRICIÓ         | EN CONTRICIÓ         | EN CONTRICIÓ         | EN CONTRICIÓ         | EN CONTRICIÓ         | EN CONTRICIÓ         | EN CONTRICIÓ         |
| el Garraf            | EN CONTRICIÓ         | EN CONTRICIÓ         | EN CONTRICIÓ         | EN CONTRICIÓ         | EN CONTRICIÓ         | EN CONTRICIÓ         | EN CONTRICIÓ         | EN CONTRICIÓ         | EN CONTRICIÓ         | EN CONTRICIÓ         | EN CONTRICIÓ         | EN CONTRICIÓ         | EN CONTRICIÓ         | EN CONTRICIÓ         | EN CONTRICIÓ         | EN CONTRICIÓ         | EN CONTRICIÓ         | EN CONTRICIÓ         |
| les Garrigues        | EN CONTRICIÓ         | EN CONTRICIÓ         | EN CONTRICIÓ         | EN CONTRICIÓ         | EN CONTRICIÓ         | EN CONTRICIÓ         | EN CONTRICIÓ         | EN CONTRICIÓ         | EN CONTRICIÓ         | EN CONTRICIÓ         | EN CONTRICIÓ         | EN CONTRICIÓ         | EN CONTRICIÓ         | EN CONTRICIÓ         | EN CONTRICIÓ         | EN CONTRICIÓ         | EN CONTRICIÓ         | EN CONTRICIÓ         |
| la Garrotxa          | EN CONTRICIÓ         | EN CONTRICIÓ         | EN CONTRICIÓ         | EN CONTRICIÓ         | EN CONTRICIÓ         | EN CONTRICIÓ         | EN CONTRICIÓ         | EN CONTRICIÓ         | EN CONTRICIÓ         | EN CONTRICIÓ         | EN CONTRICIÓ         | EN CONTRICIÓ         | EN CONTRICIÓ         | EN CONTRICIÓ         | EN CONTRICIÓ         | EN CONTRICIÓ         | EN CONTRICIÓ         | EN CONTRICIÓ         |
| el Gironès           | EN CONTRICIÓ         | EN CONTRICIÓ         | EN CONTRICIÓ         | EN CONTRICIÓ         | EN CONTRICIÓ         | EN CONTRICIÓ         | EN CONTRICIÓ         | EN CONTRICIÓ         | EN CONTRICIÓ         | EN CONTRICIÓ         | EN CONTRICIÓ         | EN CONTRICIÓ         | EN CONTRICIÓ         | EN CONTRICIÓ         | EN CONTRICIÓ         | EN CONTRICIÓ         | EN CONTRICIÓ         | EN CONTRICIÓ         |
| el Lluçanès          | EN CONTRICIÓ         | EN CONTRICIÓ         | EN CONTRICIÓ         | EN CONTRICIÓ         | EN CONTRICIÓ         | EN CONTRICIÓ         | EN CONTRICIÓ         | EN CONTRICIÓ         | EN CONTRICIÓ         | EN CONTRICIÓ         | EN CONTRICIÓ         | EN CONTRICIÓ         | EN CONTRICIÓ         | EN CONTRICIÓ         | EN CONTRICIÓ         | EN CONTRICIÓ         | EN CONTRICIÓ         | EN CONTRICIÓ         |
| el Maresme           | EN CONTRICIÓ         | EN CONTRICIÓ         | EN CONTRICIÓ         | EN CONTRICIÓ         | EN CONTRICIÓ         | EN CONTRICIÓ         | EN CONTRICIÓ         | EN CONTRICIÓ         | EN CONTRICIÓ         | EN CONTRICIÓ         | EN CONTRICIÓ         | EN CONTRICIÓ         | EN CONTRICIÓ         | EN CONTRICIÓ         | EN CONTRICIÓ         | EN CONTRICIÓ         | EN CONTRICIÓ         | EN CONTRICIÓ         |
| el Moianès           | EN CONTRICIÓ         | EN CONTRICIÓ         | EN CONTRICIÓ         | EN CONTRICIÓ         | EN CONTRICIÓ         | EN CONTRICIÓ         | EN CONTRICIÓ         | EN CONTRICIÓ         | EN CONTRICIÓ         | EN CONTRICIÓ         | EN CONTRICIÓ         | EN CONTRICIÓ         | EN CONTRICIÓ         | EN CONTRICIÓ         | EN CONTRICIÓ         | EN CONTRICIÓ         | EN CONTRICIÓ         | EN CONTRICIÓ         |
| el Montsià           | EN CONTRICIÓ         | EN CONTRICIÓ         | EN CONTRICIÓ         | EN CONTRICIÓ         | EN CONTRICIÓ         | EN CONTRICIÓ         | EN CONTRICIÓ         | EN CONTRICIÓ         | EN CONTRICIÓ         | EN CONTRICIÓ         | EN CONTRICIÓ         | EN CONTRICIÓ         | EN CONTRICIÓ         | EN CONTRICIÓ         | EN CONTRICIÓ         | EN CONTRICIÓ         | EN CONTRICIÓ         | EN CONTRICIÓ         |
| la Noguera           | EN CONTRICIÓ         | EN CONTRICIÓ         | EN CONTRICIÓ         | EN CONTRICIÓ         | EN CONTRICIÓ         | EN CONTRICIÓ         | EN CONTRICIÓ         | EN CONTRICIÓ         | EN CONTRICIÓ         | EN CONTRICIÓ         | EN CONTRICIÓ         | EN CONTRICIÓ         | EN CONTRICIÓ         | EN CONTRICIÓ         | EN CONTRICIÓ         | EN CONTRICIÓ         | EN CONTRICIÓ         | EN CONTRICIÓ         |
| Osona                | EN CONTRICIÓ         | EN CONTRICIÓ         | EN CONTRICIÓ         | EN CONTRICIÓ         | EN CONTRICIÓ         | EN CONTRICIÓ         | EN CONTRICIÓ         | EN CONTRICIÓ         | EN CONTRICIÓ         | EN CONTRICIÓ         | EN CONTRICIÓ         | EN CONTRICIÓ         | EN CONTRICIÓ         | EN CONTRICIÓ         | EN CONTRICIÓ         | EN CONTRICIÓ         | EN CONTRICIÓ         | EN CONTRICIÓ         |
| el Pallars Jussà     | EN CONTRICIÓ         | EN CONTRICIÓ         | EN CONTRICIÓ         | EN CONTRICIÓ         | EN CONTRICIÓ         | EN CONTRICIÓ         | EN CONTRICIÓ         | EN CONTRICIÓ         | EN CONTRICIÓ         | EN CONTRICIÓ         | EN CONTRICIÓ         | EN CONTRICIÓ         | EN CONTRICIÓ         | EN CONTRICIÓ         | EN CONTRICIÓ         | EN CONTRICIÓ         | EN CONTRICIÓ         | EN CONTRICIÓ         |
| el Pallars Sobirà    | EN CONTRICIÓ         | EN CONTRICIÓ         | EN CONTRICIÓ         | EN CONTRICIÓ         | EN CONTRICIÓ         | EN CONTRICIÓ         | EN CONTRICIÓ         | EN CONTRICIÓ         | EN CONTRICIÓ         | EN CONTRICIÓ         | EN CONTRICIÓ         | EN CONTRICIÓ         | EN CONTRICIÓ         | EN CONTRICIÓ         | EN CONTRICIÓ         | EN CONTRICIÓ         | EN CONTRICIÓ         | EN CONTRICIÓ         |
| el Pla d'Urgell      | EN CONTRICIÓ         | EN CONTRICIÓ         | EN CONTRICIÓ         | EN CONTRICIÓ         | EN CONTRICIÓ         | EN CONTRICIÓ         | EN CONTRICIÓ         | EN CONTRICIÓ         | EN CONTRICIÓ         | EN CONTRICIÓ         | EN CONTRICIÓ         | EN CONTRICIÓ         | EN CONTRICIÓ         | EN CONTRICIÓ         | EN CONTRICIÓ         | EN CONTRICIÓ         | EN CONTRICIÓ         | EN CONTRICIÓ         |
| el Pla de l'Estany   | EN CONTRICIÓ         | EN CONTRICIÓ         | EN CONTRICIÓ         | EN CONTRICIÓ         | EN CONTRICIÓ         | EN CONTRICIÓ         | EN CONTRICIÓ         | EN CONTRICIÓ         | EN CONTRICIÓ         | EN CONTRICIÓ         | EN CONTRICIÓ         | EN CONTRICIÓ         | EN CONTRICIÓ         | EN CONTRICIÓ         | EN CONTRICIÓ         | EN CONTRICIÓ         | EN CONTRICIÓ         | EN CONTRICIÓ         |
| el Priorat           | EN CONTRICIÓ         | EN CONTRICIÓ         | EN CONTRICIÓ         | EN CONTRICIÓ         | EN CONTRICIÓ         | EN CONTRICIÓ         | EN CONTRICIÓ         | EN CONTRICIÓ         | EN CONTRICIÓ         | EN CONTRICIÓ         | EN CONTRICIÓ         | EN CONTRICIÓ         | EN CONTRICIÓ         | EN CONTRICIÓ         | EN CONTRICIÓ         | EN CONTRICIÓ         | EN CONTRICIÓ         | EN CONTRICIÓ         |
| la Ribera d'Ebre     | EN CONTRICIÓ         | EN CONTRICIÓ         | EN CONTRICIÓ         | EN CONTRICIÓ         | EN CONTRICIÓ         | EN CONTRICIÓ         | EN CONTRICIÓ         | EN CONTRICIÓ         | EN CONTRICIÓ         | EN CONTRICIÓ         | EN CONTRICIÓ         | EN CONTRICIÓ         | EN CONTRICIÓ         | EN CONTRICIÓ         | EN CONTRICIÓ         | EN CONTRICIÓ         | EN CONTRICIÓ         | EN CONTRICIÓ         |
| el Ripollès          | EN CONTRICIÓ         | EN CONTRICIÓ         | EN CONTRICIÓ         | EN CONTRICIÓ         | EN CONTRICIÓ         | EN CONTRICIÓ         | EN CONTRICIÓ         | EN CONTRICIÓ         | EN CONTRICIÓ         | EN CONTRICIÓ         | EN CONTRICIÓ         | EN CONTRICIÓ         | EN CONTRICIÓ         | EN CONTRICIÓ         | EN CONTRICIÓ         | EN CONTRICIÓ         | EN CONTRICIÓ         | EN CONTRICIÓ         |
| la Segarra           | EN CONTRICIÓ         | EN CONTRICIÓ         | EN CONTRICIÓ         | EN CONTRICIÓ         | EN CONTRICIÓ         | EN CONTRICIÓ         | EN CONTRICIÓ         | EN CONTRICIÓ         | EN CONTRICIÓ         | EN CONTRICIÓ         | EN CONTRICIÓ         | EN CONTRICIÓ         | EN CONTRICIÓ         | EN CONTRICIÓ         | EN CONTRICIÓ         | EN CONTRICIÓ         | EN CONTRICIÓ         | EN CONTRICIÓ         |
| el Segrià            | EN CONTRICIÓ         | EN CONTRICIÓ         | EN CONTRICIÓ         | EN CONTRICIÓ         | EN CONTRICIÓ         | EN CONTRICIÓ         | EN CONTRICIÓ         | EN CONTRICIÓ         | EN CONTRICIÓ         | EN CONTRICIÓ         | EN CONTRICIÓ         | EN CONTRICIÓ         | EN CONTRICIÓ         | EN CONTRICIÓ         | EN CONTRICIÓ         | EN CONTRICIÓ         | EN CONTRICIÓ         | EN CONTRICIÓ         |
| la Selva             | EN CONTRICIÓ         | EN CONTRICIÓ         | EN CONTRICIÓ         | EN CONTRICIÓ         | EN CONTRICIÓ         | EN CONTRICIÓ         | EN CONTRICIÓ         | EN CONTRICIÓ         | EN CONTRICIÓ         | EN CONTRICIÓ         | EN CONTRICIÓ         | EN CONTRICIÓ         | EN CONTRICIÓ         | EN CONTRICIÓ         | EN CONTRICIÓ         | EN CONTRICIÓ         | EN CONTRICIÓ         | EN CONTRICIÓ         |
| el Solsonès          | EN CONTRICIÓ         | EN CONTRICIÓ         | EN CONTRICIÓ         | EN CONTRICIÓ         | EN CONTRICIÓ         | EN CONTRICIÓ         | EN CONTRICIÓ         | EN CONTRICIÓ         | EN CONTRICIÓ         | EN CONTRICIÓ         | EN CONTRICIÓ         | EN CONTRICIÓ         | EN CONTRICIÓ         | EN CONTRICIÓ         | EN CONTRICIÓ         | EN CONTRICIÓ         | EN CONTRICIÓ         | EN CONTRICIÓ         |
| el Tarragonès        | EN CONTRICIÓ         | EN CONTRICIÓ         | EN CONTRICIÓ         | EN CONTRICIÓ         | EN CONTRICIÓ         | EN CONTRICIÓ         | EN CONTRICIÓ         | EN CONTRICIÓ         | EN CONTRICIÓ         | EN CONTRICIÓ         | EN CONTRICIÓ         | EN CONTRICIÓ         | EN CONTRICIÓ         | EN CONTRICIÓ         | EN CONTRICIÓ         | EN CONTRICIÓ         | EN CONTRICIÓ         | EN CONTRICIÓ         |
| la Terra Alta        | EN CONTRICIÓ         | EN CONTRICIÓ         | EN CONTRICIÓ         | EN CONTRICIÓ         | EN CONTRICIÓ         | EN CONTRICIÓ         | EN CONTRICIÓ         | EN CONTRICIÓ         | EN CONTRICIÓ         | EN CONTRICIÓ         | EN CONTRICIÓ         | EN CONTRICIÓ         | EN CONTRICIÓ         | EN CONTRICIÓ         | EN CONTRICIÓ         | EN CONTRICIÓ         | EN CONTRICIÓ         | EN CONTRICIÓ         |
| l'Urgell             | EN CONTRICIÓ         | EN CONTRICIÓ         | EN CONTRICIÓ         | EN CONTRICIÓ         | EN CONTRICIÓ         | EN CONTRICIÓ         | EN CONTRICIÓ         | EN CONTRICIÓ         | EN CONTRICIÓ         | EN CONTRICIÓ         | EN CONTRICIÓ         | EN CONTRICIÓ         | EN CONTRICIÓ         | EN CONTRICIÓ         | EN CONTRICIÓ         | EN CONTRICIÓ         | EN CONTRICIÓ         | EN CONTRICIÓ         |
| el Vallès Occidental | EN CONTRICIÓ         | EN CONTRICIÓ         | EN CONTRICIÓ         | EN CONTRICIÓ         | EN CONTRICIÓ         | EN CONTRICIÓ         | EN CONTRICIÓ         | EN CONTRICIÓ         | EN CONTRICIÓ         | EN CONTRICIÓ         | EN CONTRICIÓ         | EN CONTRICIÓ         | EN CONTRICIÓ         | EN CONTRICIÓ         | EN CONTRICIÓ         | EN CONTRICIÓ         | EN CONTRICIÓ         | EN CONTRICIÓ         |
| el Vallès Oriental   | EN CONTRICIÓ         | EN CONTRICIÓ         | EN CONTRICIÓ         | EN CONTRICIÓ         | EN CONTRICIÓ         | EN CONTRICIÓ         | EN CONTRICIÓ         | EN CONTRICIÓ         | EN CONTRICIÓ         | EN CONTRICIÓ         | EN CONTRICIÓ         | EN CONTRICIÓ         | EN CONTRICIÓ         | EN CONTRICIÓ         | EN CONTRICIÓ         | EN CONTRICIÓ         | EN CONTRICIÓ         | EN CONTRICIÓ         |
| Catalunya            | EN CONTRICIÓ         | EN CONTRICIÓ         | EN CONTRICIÓ         | EN CONTRICIÓ         | EN CONTRICIÓ         | EN CONTRICIÓ         | EN CONTRICIÓ         | EN CONTRICIÓ         | EN CONTRICIÓ         | EN CONTRICIÓ         | EN CONTRICIÓ         | EN CONTRICIÓ         | EN CONTRICIÓ         | EN CONTRICIÓ         | EN CONTRICIÓ         | EN CONTRICIÓ         | EN CONTRICIÓ         | EN CONTRICIÓ         |

### Resultats per circumscripció
| Circumscripció                  | PSC       | PSC  | Junts+ | Junts+ | ERC   | ERC   | PPC   | PPC   | Vox   | Vox  | SUMAR | SUMAR | CUP-DT | CUP-DT | AC   | AC   |   |
| Circumscripció                  | %         | E    | %      | E      | %     | E     | %     | E     | %     | E    | %     | E     | %      | E      | %    | E    |   |
| ------------------------------- | --------- | ---- | ------ | ------ | ----- | ----- | ----- | ----- | ----- | ---- | ----- | ----- | ------ | ------ | ---- | ---- | - |
| Circumscripció                  | Barcelona | 29,9 | 28     | 19,35  | 18    | 13,38 | 12    | 11,55 | 11    | 7,99 | 7     | 6,67  | 6      | 3,98   | 3    | 2,87 | 0 |
| Girona                          | 19,51     | 4    | 34,88  | 7      | 11,99 | 2     | 6,53  | 1     | 6,34  | 1    | 3,28  | 0     | 4,94   | 1      | 9,03 | 1    |   |
| Lleida                          | 20,55     | 4    | 30,37  | 5      | 16,35 | 3     | 9,17  | 1     | 6,24  | 1    | 2,15  | 0     | 4,24   | 0      | 7,78 | 1    |   |
| Tarragona                       | 25,43     | 6    | 21,28  | 5      | 16,09 | 3     | 11,78 | 2     | 10,12 | 2    | 3,83  | 0     | 4,05   | 0      | 3,51 | 0    |   |
|                                 |           |      |        |        |       |       |       |       |       |      |       |       |        |        |      |      |   |
| Total                           | 27,94     | 42   | 21,64  | 35     | 13,68 | 20    | 10,97 | 15    | 7,95  | 11   | 5,81  | 6     | 4,09   | 4      | 3,79 | 2    |   |
|                                 |           |      |        |        |       |       |       |       |       |      |       |       |        |        |      |      |   |
| Fonts: Generalitat de Catalunya |           |      |        |        |       |       |       |       |       |      |       |       |        |        |      |      |   |

### Resultats per municipi
| Participació                      | Partit guanyador                  | Independentisme vs unionisme       |
| --------------------------------- | --------------------------------- | ---------------------------------- |
| Participació electoral per municipis. '"`UNIQ--templatestyles-00000063-QINU`"' Menys de 40% '"`UNIQ--templatestyles-00000064-QINU`"' 40-44 '"`UNIQ--templatestyles-00000065-QINU`"' 45-49 '"`UNIQ--templatestyles-00000066-QINU`"' 50-54 '"`UNIQ--templatestyles-00000067-QINU`"' 55-59 '"`UNIQ--templatestyles-00000068-QINU`"' 60-64 '"`UNIQ--templatestyles-00000069-QINU`"' 65-69 '"`UNIQ--templatestyles-0000006A-QINU`"' 70-74 '"`UNIQ--templatestyles-0000006B-QINU`"' 75-79 '"`UNIQ--templatestyles-0000006C-QINU`"' 80% o més                                  | '"`UNIQ--templatestyles-0000006E-QINU`"' CAT-JUNTS+ '"`UNIQ--templatestyles-0000006F-QINU`"' PSC '"`UNIQ--templatestyles-00000070-QINU`"' ERC '"`UNIQ--templatestyles-00000071-QINU`"' ALIANÇA.CAT '"`UNIQ--templatestyles-00000072-QINU`"' Empat                                  | Resultats electorals de l'independentisme per municipis. '"`UNIQ--templatestyles-00000075-QINU`"' més de 70%'"`UNIQ--templatestyles-00000076-QINU`"' 65-70'"`UNIQ--templatestyles-00000077-QINU`"' 60-65'"`UNIQ--templatestyles-00000078-QINU`"' 55-60'"`UNIQ--templatestyles-00000079-QINU`"' 50-55'"`UNIQ--templatestyles-0000007A-QINU`"' 45-50'"`UNIQ--templatestyles-0000007B-QINU`"' 40-45'"`UNIQ--templatestyles-0000007C-QINU`"' 35-40'"`UNIQ--templatestyles-0000007D-QINU`"' 30-35'"`UNIQ--templatestyles-0000007E-QINU`"' menys de 30                                   |
| Centroides ponderats per població | Centroides ponderats per població | Centroides ponderats per població. |
|                                   |                                   |                                    |
| Font: Generalitat de Catalunya    |                                   |                                    |

### Diputats electes
| PSC | Junts+ | ERC | PPC | VOX | SUMAR | CUP-DT | AC                                                             |
| Barcelona 1. Salvador Illa i Roca 2. Alícia Romero Llano 3. Ramon Espadaler i Parcerisas 4. Esther Niubó Cindoncha 5. Ferran Pedret i Santos 6. Rocío García Pérez 7. Pol Gibert Horcas 8. Sara Jaurrieta Guarner 9. David Pérez Ibáñez 10. Eva Candela López 11. Raúl Moreno Montaña 12. Beatriz Silva Gallardo 13. Jordi Riba i Colom 14. Eva Menor Cantador 15. Cristòfol Gimeno Iglesias 16. Imma Ferret Raventos 17. Guillem Sánchez Prat 18. Elena Díaz Torrevejano 19. Antoni Poyato Rodríguez 20. Sabrin Araibi Marachi 21. Ernesto Carrión Sablich 22. Concepción Jiménez Cruz 23. David González Chanca 24. Andrea Zapata Alfonso 25. José Ignacio Aparicio Ciria 26. Susana Martínez Heredia 27. Mario García Gómez 28. Natàlia Fabián Corbacho Girona 1. Sílvia Paneque i Sureda 2. Victor Puga López 3. Mónica Ríos i García 4. Francesc Jesús Becerra Ramírez Lleida 1. Òscar Ordeig Molist 2. Judith Alcalá González 3. Manel Ezquerra Tomàs 4. Neus Comes Pon Tarragona 1. Rosa M. Ibarra Ollé 2. Alberto Bondesio Martínez 3. Joaquim Josep Paladella Curto 4. Ivana Martínez Valverde 5. Christian Soriano García 6. Lidia Ferré Ferré | Barcelona 1. Carles Puigdemont i Casamajó 2. Anna Navarro i Descals 3. Josep Rull i Andreu 4. Anna Erra i Solà 5. Albert Batet i Canadell 6. Ennatu Domingo i Soler 7. Josep Rius i Alcaraz 8. Judith Toronjo Nofuentes 9. Agustí Colomines i Companys 10. Glòria Freixa i Vilardell 11. Jaume Giró i Ribas 12. Mercè Esteve i Pi 13. Lluís Puig i Gordi 14. David Saldoni i de Tena 15. Montserrat Ortiz i Martí 16. Antoni Castellà i Clavé 17. Joan Canadell i Bruguera 18. Francesc de Dalmases i Thió Girona 1. Salvador Vergés i Tejero 2. Carme Renedo i Puig 3. Isaac Padrós i Suárez 4. Sònia Martínez i Juli 5. Maite Selva i Huertas 6. Maria Àngels Planas i Crous 7. Jordi Munell i Garcia Lleida 1. Jeannine Abella i Chica 2. Ignasi Prat i Sarri 3. Anna Feliu i Moragues 4. Jordi Fàbrega i Sabaté 5. Rosa Jové i Montañola Tarragona 1. Mònica Sales de la Cruz 2. Jordi Bertran i Luengo 3. Joaquim Calatayud i Casals 4. Noemí Nieto i Fumanal 5. Irene Negre i Estorach | Barcelona 1. Pere Aragonès i Garcia 2. Laura Vilagrà i Pons 3. Josep Maria Jové i Lladó 4. Najat Driouech Ben Moussa 5. Joan Ignasi Elena Garcia 6. Ester Capella i Farré 7. Carles Campuzano Canadés 8. Tània Verge Mestre 9. Ruben Wagensberg Ramon 10. Mar Besses Casanovas 11. Jordi Albert Caballero 12. Ana Balsera Marín Girona 1. Laia Cañigueral i Olivé 2. Jordi Viñas i Xifra Lleida 1. Marta Vilalta i Torres 2. Josep Vidal i Bringué 3. Montserrat Bergés i Saura Tarragona 1. Raquel Sans i Guerra 2. Albert Salvadó Fernández 3. Irene Aragonès Gràcia | Barcelona 1. Alejandro Fernández Álvarez 2. Manuel Reyes López 3. María Ángeles Esteller Ruedas 4. Santiago Rodríguez Serra 5. Rosa del Amo Hernández 6. Hugo Manchón García 7. Juan Fernández Benítez 8. Eva García Rodríguez 9. Miriam Casanova Domènech 10. Alberto Villagrasa Gil 11. Cristian Escribano Ramírez Girona 1. Jaume Veray Cama Lleida 1. Montserrat Berenguer Messeguer Tarragona 1. Pere Lluís Huguet Tous 2. Lorena Roldán Suárez | Barcelona 1. Ignacio Garriga Vaz de Concicao 2. María Elisa García Fuster 3. Manuel Jesús Acosta Elías 4. Joan Garriga Doménech 5. Mónica Lora Cisquer 6. Júlia Calvet Puig 7. Andrés Félix Bello Sanz Girona 1. Alberto Tarradas Paneque Lleida 1. Rafael Villafranca Mercé Tarragona 1. Sergio Macián de Greef 2. Javier Ramírez Gutiérrez | Barcelona 1. Jéssica Albiach Satorres 2. Lluís Mijoler Martínez 3. Andrés García Berrio 4. Susana Segovia Sánchez 5. David Cid Colomer 6. Núria Lozano Montoya | Barcelona 1. Laia Estrada Cañón 2. Laura Fernández Vega 3. Xavier Pellicer i Pareja Girona 1. Daniel Cornellà i Detrell | Girona 1. Sílvia Orriols i Serra Lleida 1. Ramón Abad i Gimeno |

## Conseqüències
L'endemà de les eleccions Pere Aragonès anuncià la seva retirada de la primera línia política després dels mals resultats electorals d'Esquerra Republicana de Catalunya, i Oriol Junqueras deixà "temporalment" la presidència d'Esquerra Republicana de Catalunya uns dies després amb la intenció de presentar-se a la reelecció al congrés extraordinari del seu partit del 30 de novembre.
Els mals resultats d'Alhora, amb poc més de 13.000 vots i un 0,4% dels vots, va causar el desplaçament de Clara Ponsatí de la primera línia política.
Josep Rull, el president del Parlament de Catalunya, va convocar el ple per a investir president de la Generalitat, una intenció que van manifestar tant Salvador Illa del PSC com Carles Puigdemont de Junts, per al 26 d'agost, i en cas que no hi hagués majoria suficient per a la investidura d'algun candidat, quedaria dissolt el Parlament, quedant convocades eleccions per al 13 d'octubre.
El 8 d'agost de 2024, el socialista Salvador Illa fou investit 133è President de la Generalitat de Catalunya amb seixanta-vuit vots a favor (Partit dels Socialistes de Catalunya (PSC), Comuns Sumar, Esquerra Republicana de Catalunya (ERC)) i seixanta-sis en contra (Junts, Partit Popular (PP), VOX, Candidatura d'Unitat Popular (CUP) i Aliança Catalana), per l'absència del President Carles Puigdemont.